# Wicca

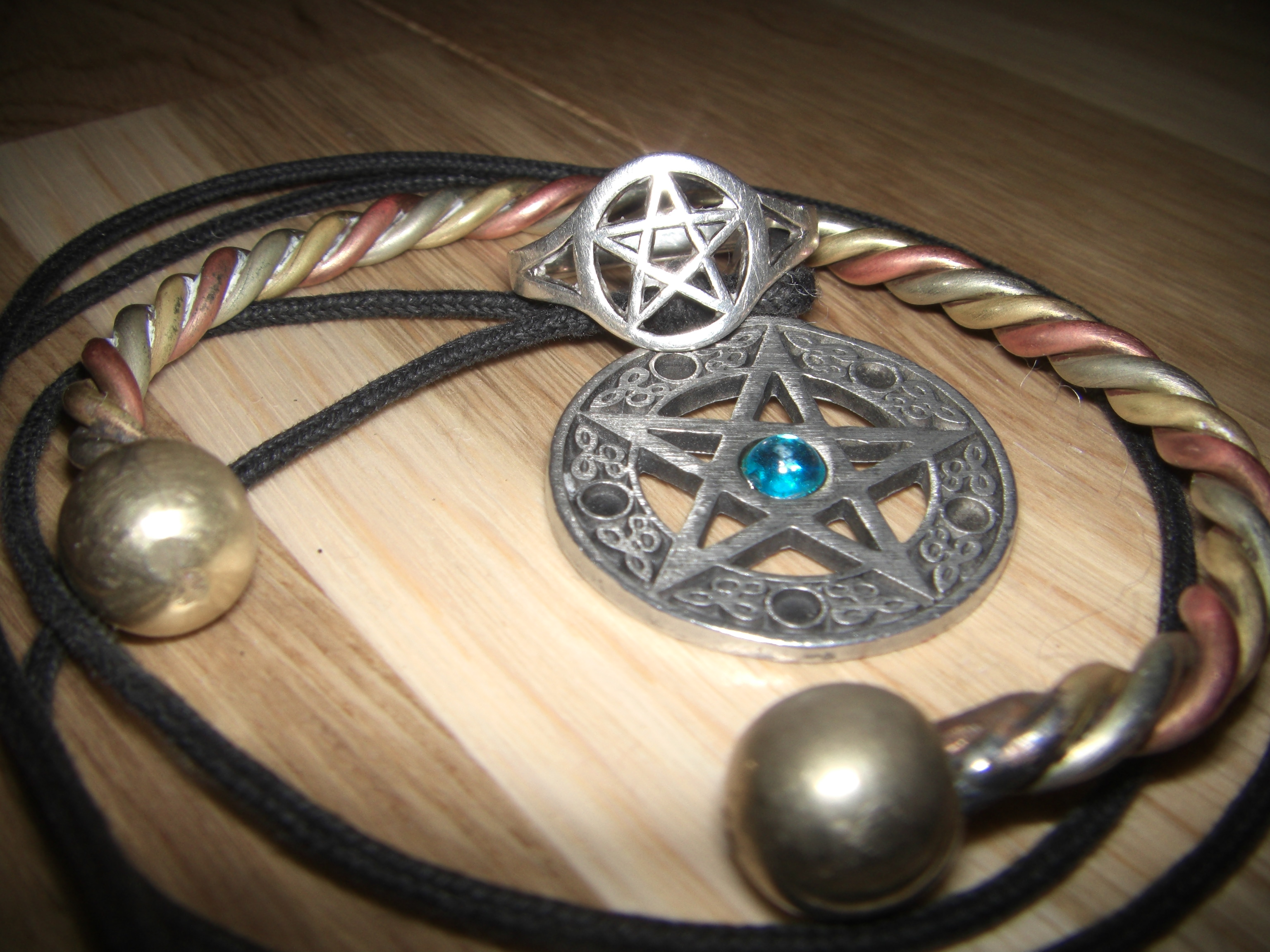
Il pentacolo, simbolo utilizzato da molti wiccan

La wicca, che talvolta viene erroneamente definita come un'antica religione, è un nuovo movimento religioso afferente ai fenomeni cosiddetti di neopaganesimo.
È considerata una religione o un percorso spirituale di tipo misterico, che venera principalmente il divino immanente, creduto presente nel mondo sotto infinite forme, spesso riassunte in un principio divino femminile, la Dea, e in uno maschile, il Dio, emanazioni dell'Uno, simmetrici ma complementari. Il loro incessante interscambio sta alla base del continuo divenire del mondo. La wicca celebra, pertanto, i cicli della natura.
La wicca fu resa pubblica per la prima volta nel 1954 negli scritti di Gerald Gardner, un ex funzionario pubblico britannico, esperto di esoterismo, che affermava di essere stato iniziato nella New Forest Coven, una congrega appartenente a un'antica tradizione misterica (definita come "l'antica religione"), che aveva perpetuato i culti esoterici medievali, perseguitati come stregoneria dalle autorità politiche e religiose, culti che a loro volta erano imperniati sulle religioni pagane dell'Europa antica.
La veridicità delle esperienze di Gardner è controversa, visto il venir meno delle tesi dell'antropologa Margaret Murray sulla sopravvivenza di culti stregoneschi antichi. Se la sopravvivenza fino al XIX secolo di un unico e strutturato culto stregonesco di derivazione antica è un mito, è invece provata la persistenza fino all'Età moderna di notevoli residui di paganesimo nel folclore popolare o nell'esoterismo delle classi colte: moltissimi di questi aspetti sono poi confluiti nella wicca, sia come ispirazione ideale, sia nella pratica rituale.
Dalle ricerche più recenti la wicca nacque attorno alla metà degli anni venti dall'incontro tra un gruppo di ispirazione teosofica, con appartenenti a più famiglie di praticanti magia popolare (esponenti dei cosiddetti cunning people britannici). A partire dagli anni quaranta, dopo il suo ingresso in questo gruppo, Gardner contribuì a riscrivere, assieme a Doreen Valiente, gran parte della ritualistica, traendo spunto dall'esperienza delle grandi correnti esoteriche dell'Inghilterra dell'epoca, come la Golden Dawn. I seguaci della wicca, detti wiccan, accettano i risultati di questi studi accademici e accolgono un culto ritenuto molto più antico, elemento del "mito di fondazione" della wicca, più che come fatto storico.
La wicca ha avuto tra il XX e il XXI secolo una certa diffusione soprattutto nei paesi anglofoni. Non si dispone di dati consolidati sul numero di aderenti. Stime restrittive, risalenti al 1996 danno il numero di circa 800.000 aderenti, mentre una scrittrice interna al movimento ne contava nel 1999 tra i 3 e i 5 milioni di praticanti nella sola America settentrionale, comprendendo anche quelli saltuari. Lo storico e accademico britannico Ronald Hutton, nel suo studio sulla wicca (risalente al 1999), ha stimato in circa 250.000 i neopagani nel suo solo paese e ha calcolato che in media, nella partecipazione ai rituali pubblici neopagani tenuti in Gran Bretagna, ci fosse un iniziato wiccan ogni sei o sette partecipanti, mentre i wiccan non iniziati fossero circa la metà dei partecipanti stessi.

## Storia

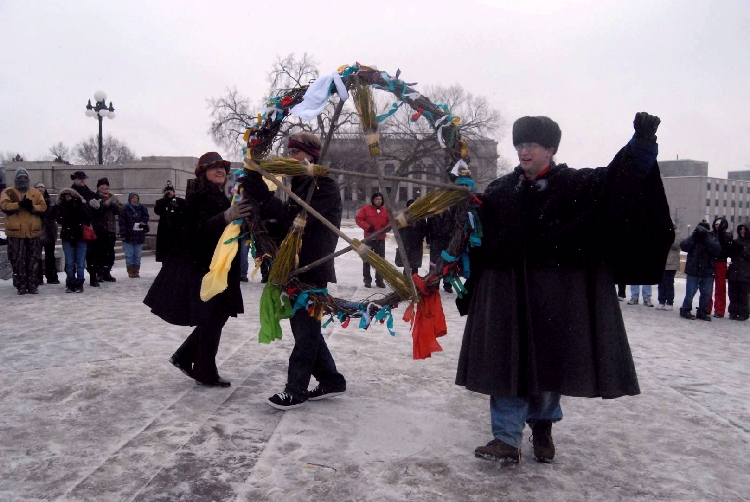
Evento wiccan in Minnesota nel 2006. I praticanti eseguono azioni rituali con un pentacolo realizzato con scope di paglia, rami e nastri.

### Origine
Gerald Brosseau Gardner era un funzionario pubblico britannico, vissuto a lungo in Borneo e in Malaysia. Partendo da queste esperienze, scrisse alcuni trattati antropologici sulle popolazioni indigene, apprezzati in ambiente accademico, che gli valsero diversi riconoscimenti. Nel 1936, andato in pensione, tornò in patria, e si ritirò nella zona di New Forest, nel sud dell'Inghilterra.
Già in Oriente Gardner si era interessato alle tradizioni magiche locali e aveva aderito alla Società Teosofica. Al ritorno in Inghilterra fu quindi naturalmente accolto con favore dagli ambienti teosofici ed entrò a far parte di una Fraternità Rosacrociana del New Forest, i cui membri erano quasi tutti teosofi. Il suo Witchcraft Today (1954) rese nota la Wicca in tutto il mondo.
Dopo alcuni anni incontrò Dafo, che definì la prima sacerdotessa della sua coven (termine neopagano per congrega, gruppo di praticanti), e vissuta l'esperienza dell'iniziazione al culto misterico nel 1939. In quel periodo la legislazione inglese proibiva le forme di religiosità stregonica, che divennero legali solo nel 1951, con l'abolizione dell'ultimo Witchcraft Act (Legge sulla stregoneria). Nel 1954 Gardner cominciò a pubblicizzare la wicca, dando alle stampe Witchcraft Today, seguito nel 1959 da The Meaning of Witchcraft.
In Witchcraft Today Gardner raccontò di essere stato iniziato nel sud dell'Inghilterra, poco dopo lo scoppio della Seconda guerra mondiale, a una congrega segreta, conosciuta come New Forest Coven, che praticava una religione definita come una sopravvivenza della stregoneria medievale. Questa versione della stregoneria medievale, a sua volta, si rifaceva a elementi del paganesimo antico, in particolare delle religioni matriarcali pagane e, risalendo a tempi ancora più antichi, al culto della Dea Madre, diffuso nell'Europa preistorica e del Dio Cornuto delle foreste, della caccia e della vegetazione. Gardner sostenne inoltre di essere stato allievo della somma sacerdotessa della coven, una donna che utilizzava lo pseudonimo di Vecchia Dorothy.
Le circostanze in cui entrò in questo gruppo iniziatico segreto sono controverse. L'idea di una religione preistorica incentrata sulla figura della Dea Madre era diffusa negli ambienti accademici coevi, basti citare Erich Neumann e Margaret Murray, e in quelli amatoriali nei quali spiccò Robert Graves. Negli anni successivi Carl Gustav Jung e Marija Gimbutas continuarono le ricerche, che si consolidarono con i contributi successivi di Joseph Campbell, Ashley Montagu e Riane Eisler.
Ronald Hutton ha descritto il substrato culturale e sociale da cui si sviluppò la wicca. L'Inghilterra fu il primo paese al mondo a sperimentare, nel bene e nel male, gli effetti della Rivoluzione Industriale, che sconvolse completamente la società e la civiltà. Una diffusa reazione fu la riscoperta ideale della natura, delle tradizioni e delle proprie antiche origini. La wicca s'inserisce perfettamente in questo contesto e nel particolare milieu che assunse il Romanticismo inglese.
Inoltre l'Inghilterra, grazie ai suoi legami coloniali con l'Oriente, fu profondamente influenzata dalle filosofie, dalla spiritualità e dalle pratiche magiche indiane e orientali in genere, che spesso si riallacciavano a filosofie e pratiche antiche già presenti e diffuse nell'antico bacino mediterraneo, come testimoniano l'ermetismo e il pitagorismo, o anche gli antichi culti misterici di Iside o Eleusi.

Il dibattito sulla wicca e le sue origini è aperto, ma una buona sintesi la diede Robert Graves, che conobbe Gerald Gardner:

### Old Dorothy e Dafo
Una delle prime sacerdotesse di Gardner, Doreen Valiente, nelle sue ricerche documentali identifica la Vecchia Dorothy con Dorothy Clutterbuck Fordham, un'ex colona britannica, dama della buona società, rientrata in patria dall'India. La donna abitava nella zona di New Forest ed è certo che Gardner la frequentò , ma il suo ruolo nella fondazione della wicca rimane controverso.
Per Ronald Hutton non c'è alcuna prova del suo coinvolgimento, anzi è improbabile che Dorothy Clutterbuck, essendo stata una notabile conservatrice, fosse stata coinvolta nella rinascita della wicca. Sotto la figura della Vecchia Dorothy Gardner avrebbe ironicamente celato Edith Rose Woodford-Grimes, che voleva restare anonima e che probabilmente fu anche la sua amante. Philip Heselton ritiene invece che la Clutterbuck abbia comunque avuto in qualche modo a che fare con il "culto wicca" della New Forest Coven. Dai diari della donna si apprende che quella di dama della buona società era solo una facciata: la Clutterbuck nutriva idee paganeggianti e aveva intrattenuto segretamente per diversi anni una relazione lesbica con un'amica.
La Valiente ipotizzava che Dorothy Clutterbuck potesse essere Dafo, ma Heselton ha dimostrato che si trattava di due persone distinte: in accordo con il professor Ronald Hutton, sulla base di prove più recenti, ha identificato Dafo con la Woodford-Grimes. In ogni caso sono state smentite le tesi di quegli studiosi, come Aidan Kelly e Francis King, per i quali Old Dorothy e Dafo fossero solo dei personaggi di fantasia inventati da Gardner.

### Ritualistica
Aidan Kelly e Francis King sostengono che fu lo stesso Gardner a scrivere, o piuttosto a riscrivere, gran parte della ritualistica originaria della wicca. Gardner fu uno dei maggiori esoteristi del suo tempo, iniziato ad alcuni ordini, e nel suo gruppo erano presenti diversi rosacrociani, massoni e membri della Golden Dawn. La riscrittura della ritualistica da parte di Gardner risulterebbe essere una fusione sincretica di elementi tratti da un lato dai suoi studi esoterici derivanti dall'occultismo vittoriano (Doreen Valiente notò forti legami con Thelema di Aleister Crowley) e dall'altro lato dalla magia popolare dei cunning people, rappresentati da alcune appartenenti alla famiglia Mason, considerate streghe tradizionali ereditarie, che furono membri dell'originaria New Forest Coven.
Numerosi altri elementi derivarono dalle esperienze di Gardner in Oriente e presso le culture primitive dello Sri Lanka, dell'Indonesia e della Malaysia, nonché dalle diverse religioni con le quali entrò più volte in contatto, come l'induismo e il taoismo. In realtà alcuni aspetti riconducibili a queste religioni orientali, poi assorbiti dalla wicca, erano già presenti nell'antichità mediterranea, soprattutto in Grecia e in Egitto, ed erano sopravvissuti sottotraccia in Europa per millenni nell'ermetismo.
Altri elementi sono ricondotti alla Cabala,che Israel Regardie definì "lo Yoga dell'Occidente". Infine nella wicca sono individuabili influenze riconducibili alle tesi antropologiche di Margaret Murray e all'opera intitolata Aradia, o il Vangelo delle Streghe di Charles Godfrey Leland.
Le fonti documentali hanno smentito la tesi che Gardner avesse commissionato, dietro compenso, la scrittura della ritualistica a qualche occultista del suo tempo. Si era ipotizzato che il vero "iniziatore" di Gardner e autore dei primi rituali della wicca fosse stato Aleister Crowley. È però provato che Gardner aveva già elaborato il rituale della wicca, in forma embrionale, ben prima del 1947, mentre dai diari di Crowley si ricava che Gardner lo conobbe proprio nel 1947, pochi mesi prima della sua morte e per sole tre brevi visite. Crowley, malato e molto provato nel fisico, si limitò a dargli delle indicazioni per reperire alcuni libri di difficile consultazione, oltre a invitarlo a portare avanti la sua tradizione.
Inoltre la parte di ritualistica di influenza crowleyana, che si rintraccia negli scritti iniziali di Gardner, poi in larga parte superati, riguardava elementi che erano già stati pubblicati parecchi anni prima dallo stesso Crowley sulla rivista Blue Equinox. Doreen Valiente e Margot Adler, nel suo Drawing down the moon, affermano che Gardner probabilmente si ispirò ad altre influenze per lo "scheletro del rituale", aggiungendo elementi estrapolati dalla sua esperienza. D'altronde Gardner stesso ammise con la Valiente che i rituali appresi dalla Vecchia Dorothy erano frammentari e, per renderli completi, aveva dovuto aggiungere dei supplementi.
Infine alcuni ricercatori, quali Isaac Bonewits, hanno potuto individuare anche influenze del rosacrocianesimo, della dottrina dell'Ordine Ermetico dell'Alba Dorata e di altre correnti esoteriche del Novecento, cosa abbastanza ovvia viste le pregresse esperienze esoteriche dello stesso Gardner.
In conclusione la ritualistica gardneriana non fu innovativa. La sua opera consistette piuttosto nell'elaborare un sistema sincretico di diverse dottrine e ritualistiche preesistenti, che però alla fine risultò molto più funzionale rispetto ai precedenti, appesantiti come erano da un'eccessiva cerimonialità. Quest'ultimo aspetto si deve forse e soprattutto al lavoro poetico e di ulteriore sistemazione da parte di Doreen Valiente, che si occupò di eliminare le eccessive influenze crowleyane e della magia cerimoniale. Roger Dearnaley, in An Annotated Chronology and Bibliography of the Early Gardnerian Craft, descrive perciò la ritualistica wicca come un patchwork.

### Sviluppo e diffusione

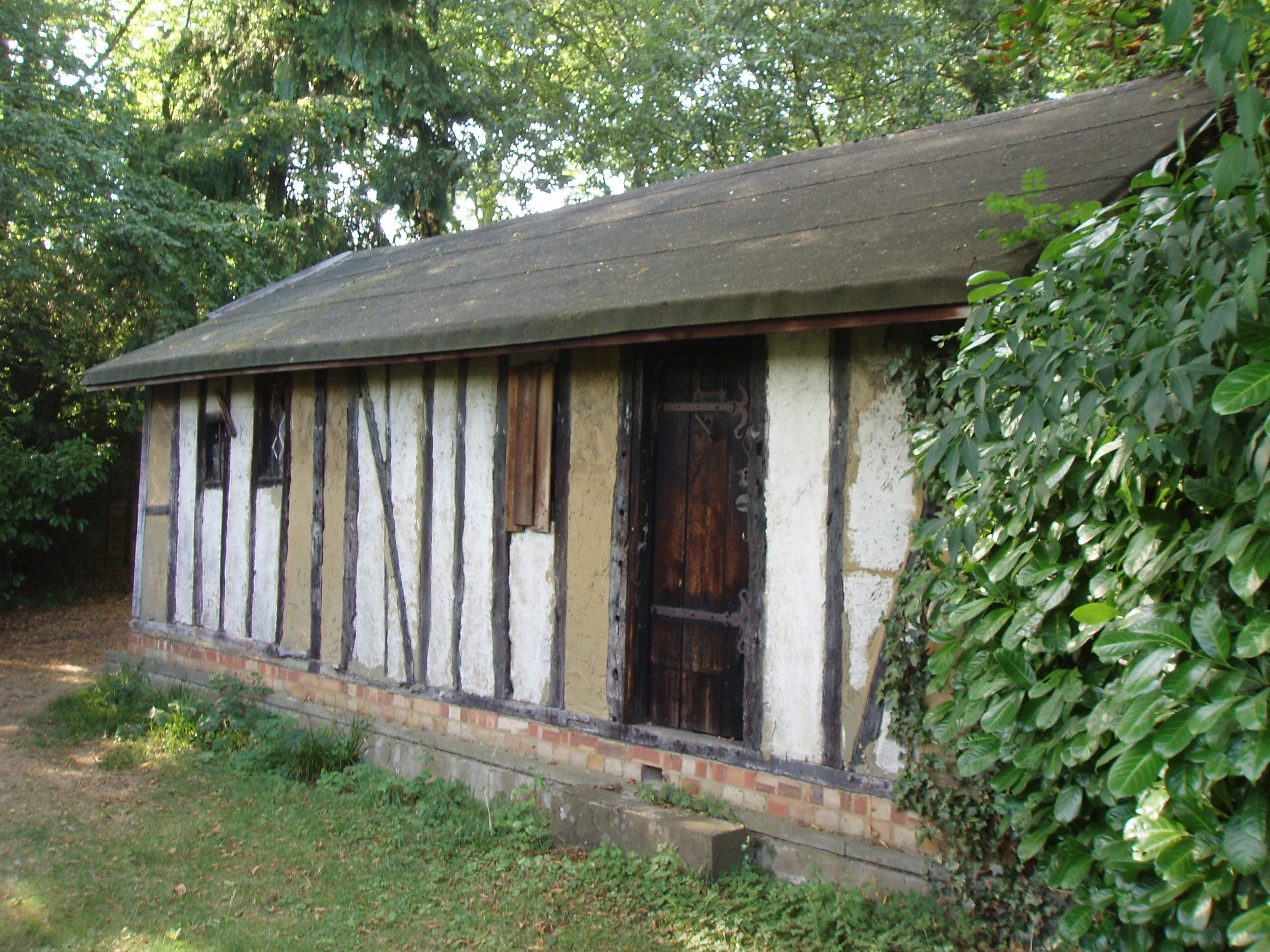
Il cottage dove si radunava la coven di Bricket Wood.

Finito il secondo conflitto mondiale, Gardner fondò inizialmente una nuova coven, la cosiddetta Bricket Wood Coven, che praticava e diffondeva una religione che venne solo in seguito definita wicca, ma che già si differenziava in alcuni elementi da quella originaria della New Forest Coven. In seguito Gardner si spostò sull'isola di Man, dove contribuì alla fondazione del Museo del folclore, della stregoneria e della superstizione: da lì fondò numerose altre coven nel resto della Gran Bretagna.
Con l'arrivo e la diffusione nelle Americhe, la wicca, nata almeno più di trenta anni prima della New Age, la influenzò notevolmente e, a sua volta, fu profondamente rinnovata dal passaggio nel nuovo continente. Tornando in Europa, da fenomeno all'apparenza elitario e tradizionalista in opposizione alla modernità, divenne decisamente più liberal, influenzando e venendo influenzata dal movimento ambientalista, dalla rivoluzione sessuale, dal movimento di liberazione della donna e dalla riscoperta e valorizzazione del divino femminile.

## Etimologia e fonetica
Wicca (pronunciato in italiano [ˈwikka] e in inglese [ˈwɪkə]) è mutuato dall'inglese antico, nel quale wicca (maschile, pronunciato [ˈwɪttʃɑ]) e wicce (femminile, pronunciato [ˈwɪttʃe]) significavano rispettivamente "stregone" e "strega", praticanti della stregoneria (wiccecræft in inglese antico, moderno witchcraft). Il plurale di entrambi era wiccan, mentre il verbo corrispettivo era wiccian. Wicca e wicce passarono nell'inglese medio nella forma wicche che, originariamente sia maschile sia femminile, in seguito divenne solo femminile (witch), per lasciare spazio a wizard e warlock come forme maschili.
Rosemarie Lühr ne riconnette le radici a wigol ("profetico") e wīglian ("divinare"), connessi con il basso tedesco medio wichelen ("stregare", "incantare") e wicker ("stregone", "incantatore", "indovino") e li riconnette al protogermanico wigon, geminato in *wikkōn, da cui sarebbero derivati per palatalizzazione. L'Oxford English Dictionary fa derivare il suono palatale /t͡ʃ/ direttamente dal verbo: wiccian, derivato da wikkija.
La radice protoindoeuropea da cui sarebbero derivate queste parole germaniche è *weik- o *wek- ("separare", "dividere", "piegare" o "dare forma"), cui i fratelli Grimm ricollegano anche il gotico weihs, "sacro", *weihan in protogermanico. L'American Heritage Dictionary suggerisce una connessione con la radice parallela *weg- ("essere vitali"). Anche William Bennett propone la radice indoeuropea *weik-, che porta con sé molteplici significati, oltre i già citati: "scegliere" nel senso di "consacrare", "sacrificare" (con preciso riferimento alla vittima sacrificale (presente anche nel latino latino vic-tima), e "parlare", "pronunciare" (latino vox, "voce", e hindi vacana, "parola").
Walter William Skeat, infine, ricollega i termini alla radice protoindoeuropea *weid- ("vedere"), mutata nell'inglese antico wita ("saggio" o "sapiente") e witan ("sapere", "conoscere"), considerandoli corruzione di una forma più antica *witga.

### L'uso di Gerald Gardner e della Wicca successiva
Gerald Gardner nei suoi libri usa il termine wica, in seguito sostituito dal più antico e corretto wicca, per indicare non la religione, bensì la comunità dei praticanti (i wica, sostantivo collettivo, nel senso di saggi, sapienti). La religione la indicava con witchcraft ("stregoneria", ancora in uso in alcune circostanze), con la maiuscola per distinguerla da altre forme più generiche di stregoneria. Gardner chiamava i singoli praticanti witch (strega) e wizard o warlock (stregone). Nei primi decenni dopo la morte di Gardner il termine maggiormente in uso per indicare la religione fu semplicemente witchcraft.
Con il passare del tempo, per evitare confusione con altre pratiche magiche, prevalse il termine "wicca". Fu in particolare l'uso del termine negli anni 1970 da parte di alcuni alexandriani come Stewart Farrar a contribuire alla sua diffusione. Studi più recenti di Ethan Doyle White hanno ulteriormente approfondito l'evolvere dell'uso della parola "wicca".
Questa scelta del termine fu imposta soprattutto nell'America puritana, dove un termine come "wicca" pareva più neutro di witchcraft, che aveva connotati percepiti come negativi dal resto della società. Il termine "wicca" si diffuse poi a partire dagli anni 1980 soprattutto grazie alla pubblicazione di molti libri sul tema.
L'aggettivo e aggettivo sostantivato Wiccan ad indicare il praticante della wicca (reso in italiano "wiccan"), è mutuato dall'inglese antico, nel quale wiccan era il plurale sia di wicca sia di wicce.

## Tradizioni wiccan

### Tradizione gardneriana e tradizione alexandriana
La wicca gardneriana è la corrente wiccan più fedele alla dottrina del fondatore, conservando in toto anche gli aspetti iniziatici e misterici. Il Libro delle ombre, il testo religioso segreto contenente gli insegnamenti della tradizione gardneriana, fu conservato scrupolosamente dalle prime coven, per poi diffondersi e subire diversi adattamenti in base alle differenti tradizioni che andarono a costituirsi.
Direttamente derivata dal gardnerianesimo è la wicca alexandriana, fondata da Alex Sanders negli anni sessanta, che introdusse nuovi ulteriori elementi estratti dalla Cabala, dall'ermetismo e dalla magia cerimoniale. Compiendo i primi rituali in pubblico, divise per primo la ritualistica in una parte esoterica, accessibile a tutti, e in una parte misterico-iniziatica-esoterica, riservata all'interno delle coven.
Queste due tradizioni, dopo i primi anni di separazione, e spesso di aspre divergenze, negli ultimi decenni tendono a riunirsi, con il riconoscimento reciproco delle iniziazioni. Vivianne Crowley, che appartiene sia alla tradizione gardneriana, sia a quella alexandriana, è stata tra le promotrici di questa riconciliazione: le coven di sua formazione portano avanti con successo entrambe le tradizioni.

Secondo la Crowley, delle due principali fonti della wicca, la magia popolare e la magia cerimoniale, i gardneriani sono molto più propensi verso la prima, mentre gli alexandriani verso la seconda. Nel 1990, durante una conferenza, così descrisse le differenze tra le due tradizioni:
Un'altra differenza tra gardneriani e alexandriani è il loro approccio all'iniziazione: solitamente i gardneriani prima iniziano una persona a un grado e poi la istruiscono sulla dottrina e sulla pratica corrispondenti a quello stesso grado; al contrario per gli alexandriani la concessione di un grado di iniziazione è il riconoscimento della preparazione raggiunta da quella persona e, pertanto, esso è conferito solo dopo il superamento di un adeguato periodo di istruzione. Di conseguenza in molte coven alexadriane è istituito il pre-grado dei dedicati, nel quale coloro che hanno chiesto di essere iniziati possono ricevere una prima istruzione basilare, che comunque non comprende né elementi del segreto iniziatico né il voto di segretezza e appartenenza. Questi due criteri rappresentano gli estremi, tra i quali ciascuna coven può scegliere quale tipo di iniziazione offrire a chi ne fa richiesta.

### Frammentazione americana
Raymond Buckland, il primo a divulgare la wicca negli Stati Uniti d'America, spostandosi nel 1962 a Long Island, fu inizialmente scrupoloso nel mantenersi fedele agli insegnamenti di Gardner attraverso la sua iniziatrice, Monique Wilson. Dopo la separazione da sua moglie e alta sacerdotessa, fondò una sua corrente, la cosiddetta Seax Wica, che cambiò molto degli aspetti iniziali. Molte delle coven, che andarono a formarsi su questo modello, cominciarono ad adattarlo alle proprie esigenze, creando innumerevoli versioni della wicca.
Da quel momento esplose la frammentazione della wicca in numerose tradizioni: alcune sono ancora legate alla dottrina di Gardner (per esempio, la wicca della Valle Centrale e la wicca britannica tradizionale), mentre altre la combinano con influenze diverse. Questa frammentazione, in generale, non ha comunque stravolto il nucleo ritualistico originario, consentendo a wiccandi tradizioni diverse di celebrare rituali comuni.
In Fifty Years of Wicca Fred Lamond ha sottolineato come in America la tradizione gardneriana si sia sviluppata in forme molto più rigide e formali rispetto all'originario gardnerianesimo britannico ed europeo. Inoltre, tra i gardneriani americani solo i terzi gradi guidano le coven, mentre in Europa già gli alti sacerdoti di secondo grado hanno la facoltà di guidare una coven, o di formarne una nuova, magari sotto la supervisione più o meno stretta dei loro anziani.

### La wicca eclettica e la neowicca
Coloro che non appartengono ad alcuna delle tradizioni più o meno stabilite sono spesso definiti wiccan eclettici. Tendono a praticare versioni personali e individuali della wicca, spesso in pratiche solitarie, discostandosi perciò parecchio da quella originaria, che era nata come religione da praticare in gruppo all'interno di una coven. Alcune pratiche se ne discostano tanto da risultare difficilmente riconoscibili come wicca. La loro ritualistica è basata soprattutto sulla parte exoterica della wicca originale, che è stata resa pubblica, mancando quindi di tutta la parte iniziatico-misterica-esoterica, rimasta segreta all'interno delle coven.
Queste forme di wicca sono spesso riunite nel termine neowicca. Alcune di loro sono accusate di dare un'immagine troppo semplicistica, edulcorata, distorta, approssimativa e New Age della wicca.'

## L'iniziazione e il lignaggio

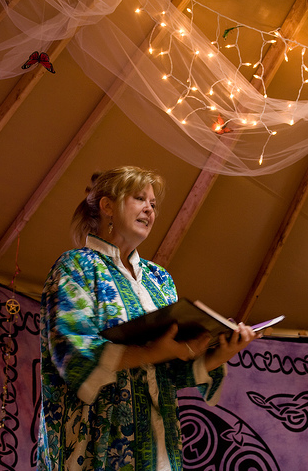
Sacerdotessa wiccan negli Stati Uniti.

La wicca comprende una componente ritualistica exoterica (cioè essoterica, vale a dire pubblica e accessibile a tutti), e invece un importante nucleo iniziatico-misterico di natura esoterica. Anche se molto è stato rivelato e pubblicato sui suoi rituali, la componente esoterica della wicca resta affidata a una tradizione orale imprescindibile e strettamente riservata, trasmessa attraverso l'iniziazione. Ne consegue che l'iniziazione è considerata una componente fondamentale della wicca.
All'interno delle tradizioni originarie (core traditions) gardneriana e alexandriana, e di quelle strettamente derivate, l'iniziazione avviene esclusivamente con il rituale specifico alla presenza di un'alta sacerdotessa e di un alto sacerdote. Essi trasmettono il proprio lignaggio secondo la regola dell'interconnessione tra i sessi: dall'alta sacerdotessa all'iniziando o dall'alto sacerdote all'inizianda. L'unica eccezione conosciuta alla regola dell'interconnessione tra i sessi è ammessa in quelle poche tradizioni, che consentono l'iniziazione tra un'alta sacerdotessa e la figlia biologica, secondo il principio che chi dona la vita biologica può anche donare la vita spirituale. Nella wicca gardneriana a ciascun nuovo iniziato è illustrato il suo lignaggio iniziatico, cioè la successione iniziatica risalendo a ritroso fino a Gardner. Viceversa i non iniziati non possono essere considerati wiccan tutti gli effetti.
Le tradizioni originarie non prevedono, quindi, quelle che in alcuni libri sono descritte impropriamente come "auto-iniziazioni" e che al massimo possono essere considerate come auto-dedicazioni agli dei. Le tradizioni originarie non prevedono nemmeno il proselitismo: sono gli interessati a doversi fare avanti, cioè avvicinarsi a una coven per chiedere di approfondire il percorso spirituale della wicca e poi, solo dopo, chiedere eventualmente l'ingresso.
Le congreghe (coven) sono piccoli gruppi ristretti di difficile accesso: solo dopo un certo periodo di conoscenza reciproca e di studio, quando il candidato è giudicato pronto (la corretta espressione tradizionale è "propriamente preparato"), si procede con l'iniziazione. Il training (il periodo di formazione) può essere molto lungo ed è sempre personale, con un aspetto misterico che può risultare specifico per ciascun iniziando. È anche molto selettivo: in alcune coven particolarmente rigorose solo un decimo di chi lo intraprende arriva all'iniziazione.
Alla wicca vengono iniziati solo i maggiorenni: in alcune congreghe si preferisce che gli iniziandi abbiano superato i 25 o i 30 anni, cioè siano individui più maturi e più consapevoli del percorso che hanno intrapreso. Si preferiscono, inoltre, persone che abbiano già una certa esperienza, per essersi dedicate allo studio e alla pratica dei rituali che sono stati resi pubblici, come praticanti solitari o in gruppi aperti, formati da non iniziati o misti.
Tradizionalmente il training per la prima iniziazione dura un anno e un giorno, ma non è una regola inderogabile e molto dipende dal candidato: persone previamente già molto preparate possono essere ammesse all'iniziazione in minor tempo. Vivianne Crowley afferma che, mediamente, la preparazione all'iniziazione di primo grado (per diventare sacerdoti o sacerdotesse) occupa da uno a tre anni; quella al secondo grado (per diventare alti sacerdoti o alte sacerdotesse, con la facoltà di iniziare nuove persone e di formare una nuova coven) da tre a cinque anni; il terzo grado (solitamente definiti "anziani", ma dipende dalla tradizione) è ormai riservato a pochi e si ottiene magari dopo anche decenni.
L'iniziazione al primo e al secondo grado non è mai proposta od offerta, ma deve essere sempre esplicitamente richiesta dalla persona interessata. Al contrario, il terzo grado di iniziazione solitamente è concesso per iniziativa degli anziani a persone che valutano loro pari. L'iniziazione nelle tradizioni originarie è data sempre in maniera gratuita. Recentemente però in alcune forme di neowicca, viene offerta attraverso corsi per corrispondenza, discostandosi di nuovo quindi molto dal modus operandi originario.
Al di fuori delle cosiddette core traditions e soprattutto in America, il criterio per stabilire chi possa definirsi wiccan o possa essere definito propriamente wiccan da altri, è un po' più elastico rispetto a quanto si tende a fare nelle tradizioni originarie, dove si ha invece la tendenza a restringere l'uso del termine ai soli iniziati; in America invece con questo termine si ha la tendenza a indicare in modo molto più generico tutti i praticanti, utilizzando più o meno impropriamente il termine wicca come sinonimo di witchcraft (cioè stregoneria).
Comunque, tutti coloro che studiano e praticano al di fuori di una congrega, tradizionale o meno, che siano solitari o facciano parte di un gruppo di studio, che perseguano o meno l'obiettivo dell'iniziazione, vengono in genere definiti wiccan out of the court (wiccan della corte esterna) e risultano essere la maggior parte dei praticanti.

## Dottrina
La wicca non presenta un'ortodossia, né una gerarchia sacerdotale, accreditata da un'istituzione centralizzata che la tuteli. È stabilita piuttosto un'ortoprassi, il cui rispetto è discriminante rispetto all'appartenenza a questa religione. Più che una specifica fede, è richiesta la partecipazione assidua ai rituali wiccani. Chi non pratica la ritualistica della wicca con costanza, non può propriamente essere definito un wiccan.
Di conseguenza, con lo sviluppo e la diffusione della wicca, la sua dottrina ha subito evoluzioni, interpretazioni e contaminazioni. L'assenza di una via considerata "unica" fa sì che i conflitti tra le diverse tradizioni siano minimi, se non nulli, anche perché, tendenzialmente, esse conservano la medesima impostazione teologica fondamentale. Differenze si rilevano spesso nell'aspetto rituale, in quello iconografico e, più raramente, in alcune impostazioni teologiche.
Il" Libro delle ombre" è il testo religioso, che contiene i fondamenti della ritualistica e della pratica wiccan insegnati da Gerald Gardner. Ne esistono molte versioni, con differenze sostanziali tra le diverse tradizioni, dato che ognuna di esse, pur mantenendo intatto il nucleo originario che deve essere trasmesso integralmente agli iniziati, tende ad arricchire il libro, innovando i rituali originari e/o aggiungendone di nuovi.
Un Libro delle ombre di una qualsiasi tradizione è tale se contiene almeno i rituali per ogni sabbat, una formula per la tracciatura del cerchio (pratica teurgica fondamentale nella wicca), rituali iniziatici (divisi in tre o quattro gradi) e rituali di passaggio: wiccaning (presentazione dei nascituri agli dei), handfasting (legamento delle mani, ossia rito di matrimonio e requiem), ricordo (rito funebre). Nelle tradizioni gardneriana e alexandriana, il Libro delle ombre è appannaggio dei soli iniziati e dunque dei membri di una coven. Una buona parte del libro è stata, invece, divulgata dalle tradizioni che non contemplano strutture misteriche.

### Tratti caratteristici
Il professor Ronald Hutton, sempre nel suo saggio sulla wicca, descrive esaustivamente i suoi tratti caratteristici, traendo i primi tre punti dalla definizione generale della Pagan Federation e aggiungendo altre cinque caratteristiche, che egli ritiene più specifiche:
1. la fede nell'esistenza di una divinità immanente al mondo naturale e, pertanto, il rifiuto di ogni nozione di creazione da parte di entità esterne al mondo naturale;
2. il rifiuto del concetto di etica universale, basata su leggi regolatrici del comportamento umano dettate da divinità e, quindi, delle categorie di peccato e di salvezza, tipiche di altre religioni. Il concetto di etica universale è sostituito dal concetto di un'etica personale molto forte, che permetta la libertà di esprimere e di gratificare i bisogni e i desideri individuali, di perseguire la crescita personale e la felicità, col solo stringente limite dell'evitare di danneggiare gli altri;
3. la credenza che la divinità possa essere sia femminile che maschile;
4. il perseguimento dell'ideale di portare alla luce e di valorizzare la divinità presente negli esseri umani;
5. l'abolizione della distinzione tra religione e magia, presente nel mondo occidentale moderno;
6. la natura di religione o di insieme di religioni misteriche;
7. consistere nell'assiduità in un'ortoprassi, cioè nell'esecuzione continuativa e creativa di rituali consolidati;
8. coniugare la fedeltà a un'ortoprassi consolidata con l'eclettismo e la versatilità.

### Teologia

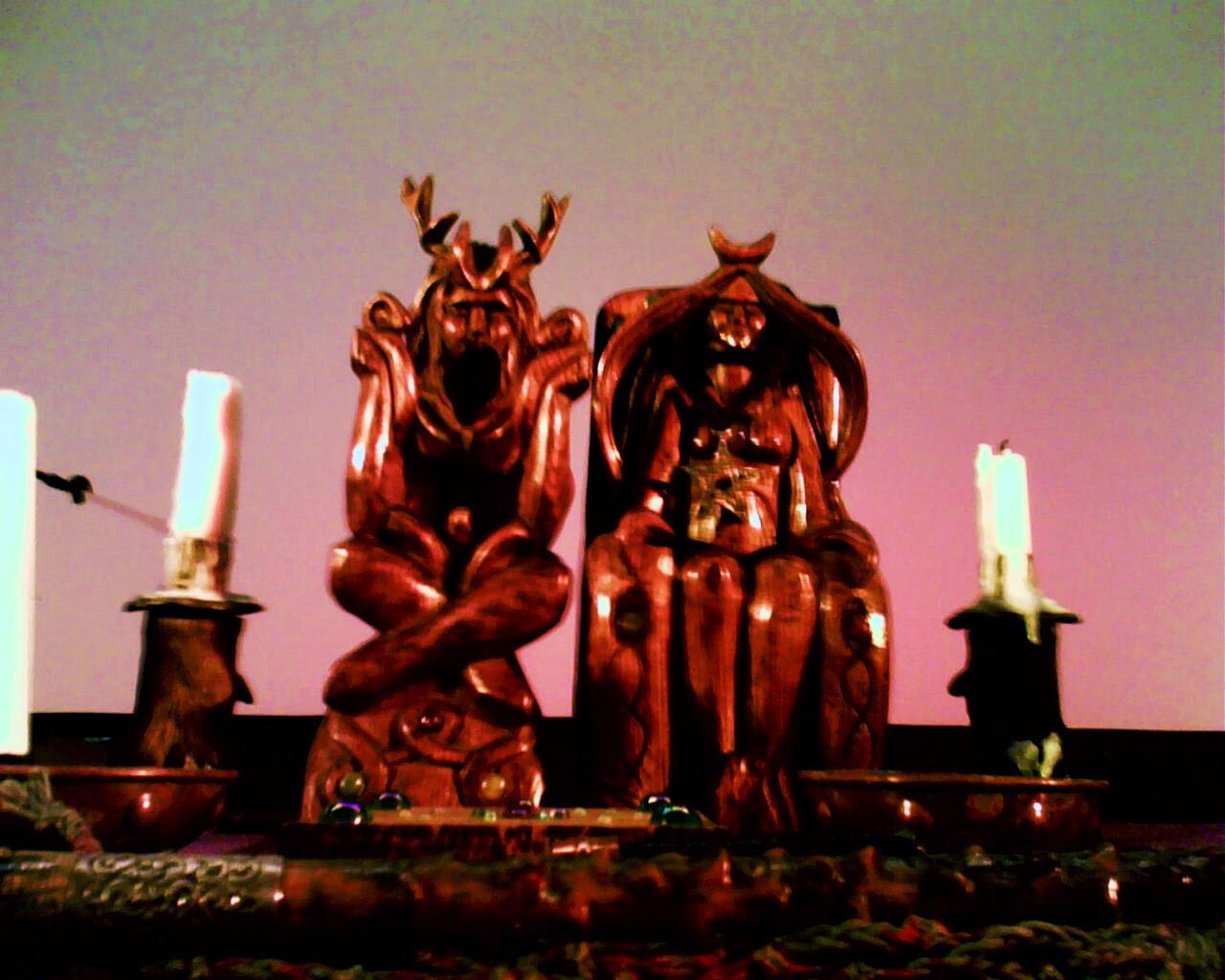
La divinità duale maschile-femminile della Wicca.

La teologia wiccan ha una struttura che tende a conservarsi tale nella maggior parte delle tradizioni. Si fonda sulla complementarità tra due principi cosmici primari: la Dea (concepita come triplice e legata sia alla Terra sia alla Luna) e il Dio (rappresentato come il Dio cornuto, ha molto in comune con il Cernunnos celtico, signore delle foreste, degli animali e della vegetazione, particolarmente legato ai cicli vitali della natura).
Tale dualismo è molto forte nelle tradizioni gardneriana e alexandriana. Una parte di coloro che fanno capo alla tradizione "riformata" di Stewart Farrar considerano il Dio come un'entità a sua volta duale, distinta in una polarità di forze rappresentate dal Re Agrifoglio e dal Re Quercia, rappresentate iconograficamente con il simbolo dell'uomo verde, e credono che queste due manifestazioni del Dio siano rispettivamente patrone delle due parti in cui è suddiviso l'anno sacro.

#### IlDryghten
Le tradizioni più recenti, al contrario, hanno manifestato la tendenza a un monismo, che vede i due principi cosmici primari della Dea e del Dio come aspetti di un unico principio cosmico universale, l'Uno o, come definito da Patricia Crowther, Dryghten (inglese antico per "Signore"). Anche un'altra delle gran sacerdotesse gardneriane, Lois Bourne, accetta il concetto del Dryghten. Molti wiccan considerano la Dea e il Dio quali emanazioni o espressioni dell'Uno.
Dryghten indica il principio universale che precede la distinzione in Dio e Dea. Gerald Gardner aveva già utilizzato tale termine per indicare il primo mobile (categoria ripresa da Aristotele), inteso come l'aspetto ineffabile e inaccessibile del divino, a cui i wiccan non rivolgono alcuna venerazione. Dryghten è stato usato anche da Scott Cunningham per riferirsi all'Uno, ma in un'accezione neoplatonica.
Il Dryghten presenta molte analogie con il Brahman delle religioni vedica, brahmanica e induista, che nelle Upaniṣad è la matrice invisibile, inafferrabile, illimitata e inconcepibile di tutto il creato: come tale, non ha un culto proprio, ma è venerato nella sua personalizzazione in divinità specifiche. L'Uno è la sorgente, dalla quale è emanata l'energia primordiale, che costituisce tutto ciò che esiste e che si organizza in processi armonici, concretizzandosi come materia, definita come ciò che i cinque sensi umani riescono a percepire.
L'Uno dispiega la sua essenza creativa, che dà origine ai cicli del mondo, scindendosi in una polarità di forze, che sono la Dea e il Dio. La polarità di forze della Dea e del Dio permette la costituzione armonica e l'equilibrio dell'esistente. Tutto ciò che esiste è costituito dall'eterno incontro e rapporto di complementarità tra la Dea e il Dio.
C'è una tendenza trasversale a tutte le tradizioni wiccan, ma che trova compimento solo nel dianismo, a considerare la Dea come la principale manifestazione del Dryghten e il Dio come una manifestazione ausiliaria alla Dea, come consorte o, in determinati miti, come figlio. Il Dio è la controparte che permette alla fecondità della Dea, che è Dea Madre del cosmo, di realizzarsi. In molte forme della tradizione dianica, la figura del Dio è totalmente eclissata ed è contemplata una sorta di panteismo fondato sulla visione della Dea come il tutto. Molti wiccani, infine, concepiscono la Dea e il Dio come le forze primordiali del cosmo.
La wicca ammette la venerazione di immagini della Dea e del Dio che, pur potendo presentare molteplici varianti, in molti casi sono una ripresa dell'iconografia delle antiche divinità delle tradizioni europee.
Come già in alcune religioni pagane del mondo mediterraneo, le varie divinità non sono viste dalla wicca come esseri antropomorfi e senzienti, ma come essenze senza apparenza e dimensione fisica, che eventualmente gli uomini antropomorfizzano per tentare di concepire qualcosa che sfugge alla limitatezza della capacità cognitiva umana. Le varie divinità sono forze archetipe, attraverso cui si manifestano la Dea o il Dio o, in alcuni casi, semplici rappresentazioni che permettono all'uomo di comprenderli.

#### La Dea triplice

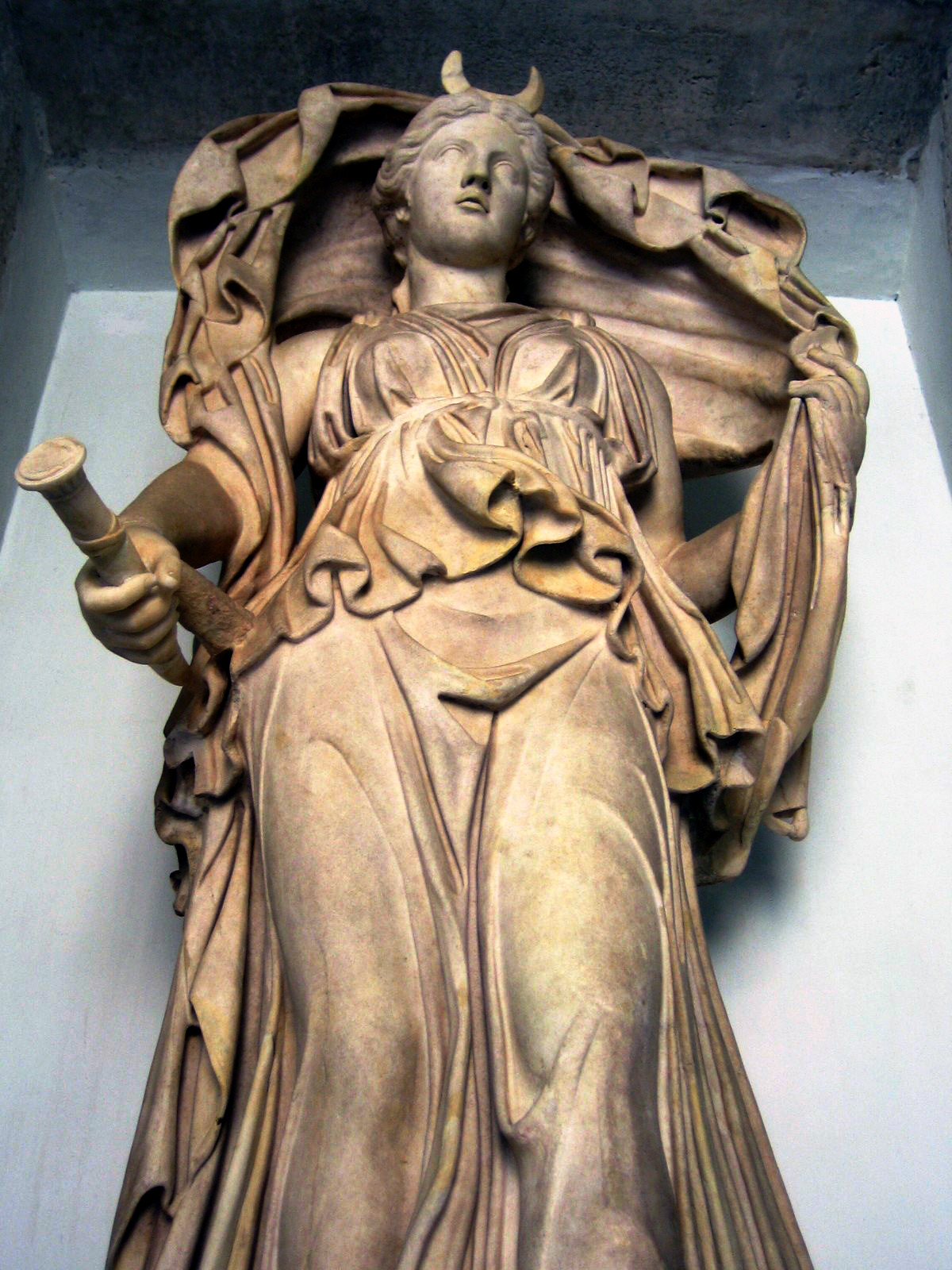
La divinità greco-romana Selene, i cui simbolismi lunari richiamano la triplice Dea della Wicca.

Nella teologia wiccan, la Dea triplice è la rappresentazione della Grande Madre primordiale. Il termine "Dea triplice" fu reso popolare da Robert Graves, che constatò come l'archetipo delle triadi di dee ricorresse frequentemente nelle mitologie indoeuropee.
Il tema della trinità della Dea è approfondito nelle opere di Jane Ellen Harrison, Arthur Bernard Cook, George Thomson, James Frazer, Robert Briffault e Jack Lindsay per nominarne alcuni. La Dea triplice fu anche oggetto di studio degli psicologi degli archetipi come Karl Kerenyi e Carl Gustav Jung e dell'archeologa Marija Gimbutas, i cui studi sull'Europa antica hanno aperto nuove strade di ricerca.
Alcuni commenti all'Eneide di Servio, come altri di Porfirio, e poi la pubblicazione integrale di alcuni papiri risalenti all'Egitto greco-romano dimostrò che molti concetti erroneamente attribuiti a Graves, compreso quello della Dea triplice, erano ampiamente diffusi nelle culture antiche. I papiri rivelano un sincretismo di elementi derivati dalla tradizione classica egiziana con altri provenienti dalle culture della Mesopotamia e del Medio Oriente in generale. Nei testi, la Selene a tre facce è identificata con le tre Grazie e le tre Moire o Parche; spesso ci si rivolgeva a lei con appellativi attribuiti in altre mitologie a più dee:
È ampiamente descritta come «giovane, portatrice di luce ... figlia di Morn», madre di tutto prima ancora che gli dèi nascessero e «dea del buio, portatrice di quiete». È esaltata in qualità di divinità suprema del tempo e dello spazio:
La triplicità della Dea, in questi testi, si manifesta nelle tre forme della fanciulla/vergine, della madre e dell'anziana, a cui corrispondono significati cosmologici e escatologici. Rappresentano la ciclicità che caratterizza il cosmo e sono abbinate alle tre fasi visibili della Luna (luna crescente, luna piena e luna calante), che scandiscono il mese sinodico (29 giorni 12 ore 44 minuti e 2,9 secondi), che fu alla base di molti calendari antichi. Di conseguenza la Triplice Luna o Triluna è uno dei simboli principali della wicca.
La triplicità della Dea è anche abbinata a una visione circolare e ciclica dell'esistenza, come costante ritorno all'origine, caratterizzata dalle tre fasi principali della nascita, della crescita e della morte. La morte, nella reincarnazione, dà inizio a una nuova vita, come alla luna calante segue un nuovo ciclo lunare. Su questa visione si innesta l'escatologia della wicca. Lo storico delle religioni romeno Mircea Eliade ha scritto di "metafisica della luna".
La figura della Dea triplice era molto diffusa in Europa (vedi anche Dea Matrona). Dopo l'eradicazione del paganesimo, trovò un suo corrispettivo nel cristianesimo (le Tre Marie presenti nel racconto evangelico al momento della passione di Gesù Cristo) e nel folclore europeo (la ricorrenza di triplici fate in numerose favole, soprattutto in occasione della nascita dei protagonisti).

#### Il Dio cornuto

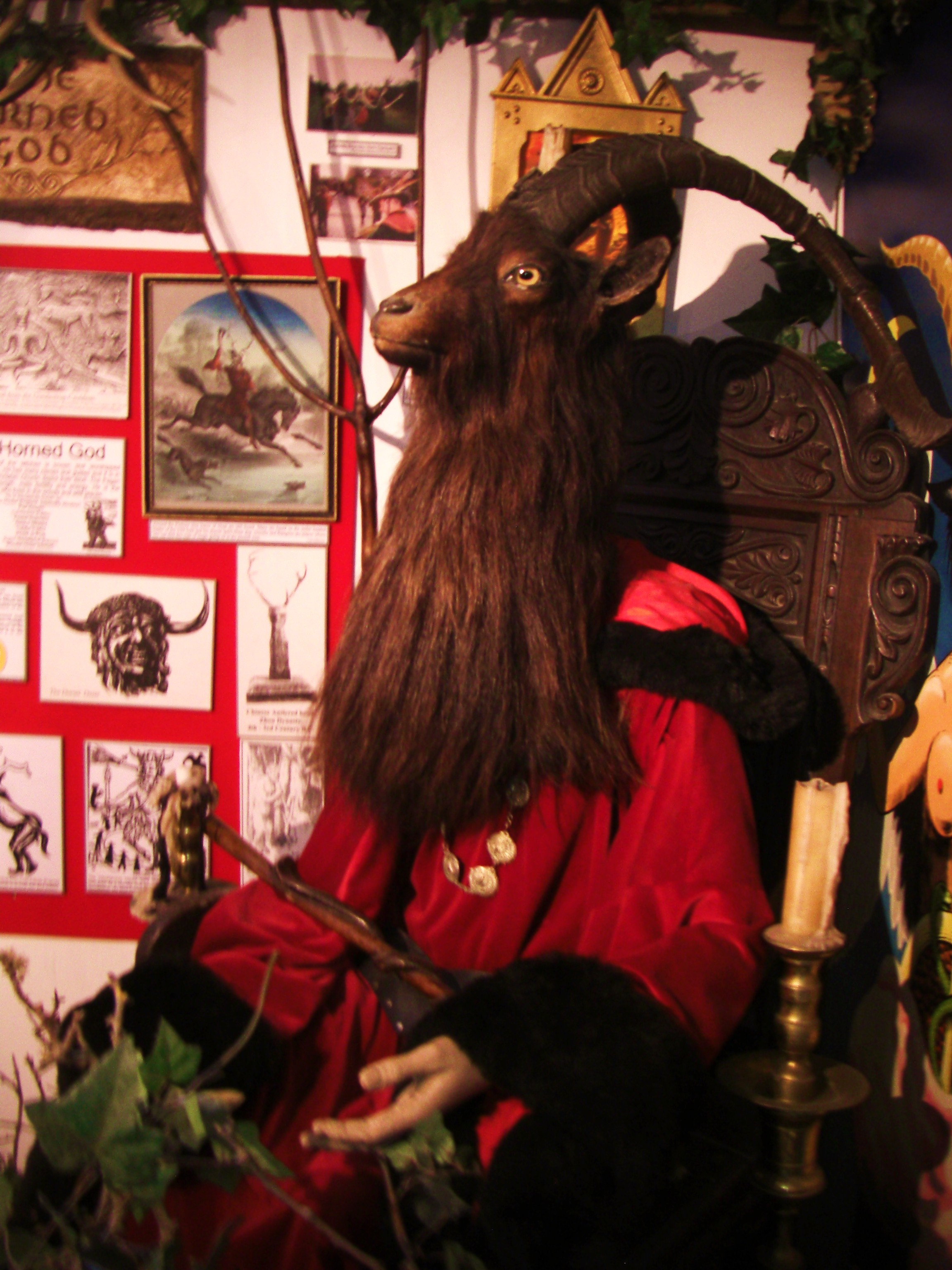
Il Dio cornuto con fattezze animali, al Museo della Stregoneria di Boscastle, Cornovaglia.

Dio Cornuto è termine moderno, adottato per indicare un dio sincretico nato dalla fusione di molteplici divinità pagane antiche e figure folcloristiche, accomunate dall'associazione con la natura e da un'iconografia che le rappresenta dotate di corna e con caratteristiche animali, desunte generalmente dalla capra o dal cervo.
Una figura metà uomo e metà cervo compare in un dipinto rupestre preistorico, scoperto in Francia e chiamato Lo Stregone, anche se potrebbe rappresentare uno sciamano che sta svolgendo un rituale. Pashupati (signore degli animali) è una divinità "cornuta" del pantheon hindu: il suo nome diverrà poi un appellativo attribuito a diverse figure divine, innanzitutto a Śiva. Il dio egizio Osiride era anche rappresentato con corna di ariete.
Nella mitologia greca Pan è una divinità non olimpica mezzo uomo e mezzo caprone, Dioniso è dotato di piccole corna da capretto e lo Zeus dell'oracolo di Ammone era raffigurato con corna di ariete. Nella mitologia romana Fauno, la divinità della campagna e dei boschi, ha forma umana, ma con i piedi e le corna di capra.
Il dio celtico conosciuto come Cernunnos dai romani e dai galli aveva le corna di cervo ed era associato alla fertilità. Herne the Hunter (Herne il Cacciatore) del folclore inglese potrebbe aver avuto origine dal Cernunnos dei Celti. Anche altre figure del folclore inglese, pur generalmente descritte come prive di corna, sono considerate correlate: Puck, Robin Goodfellow e The Green Man.
Nel XIX secolo, nei circoli occultisti alla moda in Inghilterra e in Francia, si sviluppò l'idea che queste divinità e figure folcloristiche rappresentassero le manifestazioni di un unico Dio Cornuto, la cui venerazione il cristianesimo aveva cercato di sradicare, associandolo a Satana. Vi contribuì l'illustrazione di Baphomet, idolo pagano della cui venerazione furono accusati i cavalieri templari, presente in Dogme et Rituel de la Haute Magie (1855) di Eliphas Lévi, esoterista e teosofo francese.
Eliphas Levi si basò sulla carta Le Diable dei Tarocchi di Marsiglia del XVII e XVIII secolo e sul dipinto Il sabba delle streghe (1819-1823) di Francisco Goya, rappresentando una figura umana ermafrodita, con organi maschili e seni femminili, ali di pipistrello, piedi caprini e testa cornuta, seduta su un globo. Vi aggiunse il caduceo di Mercurio posato sull'inguine, spostò la torcia fiammeggiante a incoronare la testa e pose le braccia e le mani rivolte verso quarti di luna crescente e calante.
Per Levi si trattava di un dio dei tempi antichi, bandito come figura stregonesca dal cristianesimo. L'antropologo culturale James Frazer lo interpretò come folclore moderno e i relativi costumi come rituali agricoli dimenticati. Margaret Murray e i suoi contemporanei della Folklore Society, riallacciandosi alla teoria di Levi e fondendola con un adattamento dell'antropologia di Frazier, lo definirono un dio della fertilità pan-europeo e una prova della sopravvivenza di un culto della fertilità come tradizione segreta clandestina, demonizzata dal cristianesimo.
Margaret Murray associò il Dio Cornuto con i boschi, gli animali selvatici e la caccia, per rappresentare in particolare lo stato di natura dell'uomo, la sua parte animale, selvaggia, istintiva, che permane anche nell'uomo più civilizzato, come componente originaria insopprimibile, che può emergere ed esplodere in maniera violenta, se repressa anziché compresa e incanalata correttamente.
L'iconografia diabolica moderna, anche popolare, e la moderna concezione del Dio Cornuto nascono da questi contesti. Il Dio cornuto è anche associato con la virilità maschile e la sessualità.

#### I cinque elementi

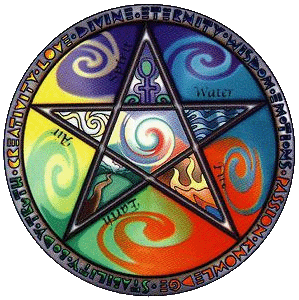
Pentacolo con inscritti i cinque elementi.

I cinque elementi, mutuati sincreticamente dai quattro elementi della filosofia greca (cinque per Aristotele) e dall'alchimia, sono un aspetto fondamentale della visione cosmologica della wicca. Sono le regole fondamentali del mondo fisico, attraverso le quali si può giungere al contatto mistico con le due divinità o con l'Uno.
Quattro di questi elementi, il fuoco, l'acqua, la terra e l'aria, corrispondono ad altrettanti stati della materia: plasmatico, liquido, solido e aeriforme. Il quinto è lo spirito o, con terminologia aristotelica, l'etere, che è la regola organizzatrice dell'equilibrio del mondo, il teorema base dal quale si dipanano tutti i teoremi minori, su cui si regge l'evoluzione ciclica dell'esistente.
A ogni elemento è abbinato un guardiano o Torre di Guardia. I guardiani sono gli spiriti patroni degli elementi, che catalizzano l'energia del cosmo, chiamati a vegliare sul rito a difesa dell'operazione. La concezione dei guardiani cambia di tradizione in tradizione: ad esempio, nella tradizione alexandriana sono visti come la personificazione delle quattro direzioni, mentre in altre richiamano gli arcangeli o simboli totemici.
Gli elementi sono abbinati alle cinque punte del pentacolo, che è una rappresentazione simbolica del cosmo. Il cerchio nel quale è inscritto il pentacolo simboleggia l'infinito e l'eternità. La wicca adotta l'orientamento tradizionale del pentacolo, con una sola punta, quella dello spirito, rivolta verso l'alto, a simboleggiare la sua prevalenza sulla materia.

### Ciclicità e vita oltremondana
La wicca contempla la venerazione dei cicli naturali e pertanto una visione ciclica dell'esistenza, a loro volta strettamente legate alla Dea triplice e al Dio, che si sacrifica, muore e rinasce periodicamente che rende molto presente il concetto di reincarnazione.
Le tre forme di manifestazione della Dea sono considerate un'allegoria delle tre fasi della vita, ovvero l'infanzia, la maturità e la vecchiaia, mentre la morte e rinascita del Dio è un'ulteriore rappresentazione del ciclo della vita, in cui la morte è un semplice passaggio a un'altra vita. La ciclicità dell'esistente è espressa anche dal mito della Ruota dell'Anno.
Per alcune tradizioni la morte è il passaggio a uno stadio di esistenza più elevata, eterea, che culmina con la fusione e l'identificazione mistica con l'Uno. Nelle principali tradizioni wiccan l'unione finale con il Dryghten richiede la liberazione dai debiti del karma, possibile mediante il rispetto del rede e dell'etica wiccan. Una volta purificata, l'essenza dell'essere umano può tornare a far parte dell'energia primordiale, che sta al di là dello spazio e del tempo. Si tratta di un concetto molto simile a quello presente in molte tradizioni orientali (moksha, nirvana, samādhi, bodhi, satori) e nell'alchimia.
In alcune tradizioni l'unione con il Dryghten è rappresentata dalla Terra dell'Estate (Summerland), che corrisponde non a un vero e proprio mondo ultraterreno, ma a un'allegoria dello stato di coscienza eterea. Questa credenza fu decisamente influenzata dallo spiritismo, molto popolare nel periodo in cui la wicca faceva i primi passi, di cui i primi wiccani, come Gardner, Buckland e Sanders, ebbero esperienza.

### Etica
(Rede wicca)
L'etica della wicca è fortemente basata sul rede, termine anglosassone che significa "consiglio" o "proverbio". Il rede è un distico, che riassume le norme di comportamento che ogni wiccan deve rispettare, oltre a contenere consigli e nozioni. Nell'ultimo verso è espresso il nucleo dell'etica wiccan: il principio «Se non fai del male (o se non danneggi, o se non ferisci nessuno), fa' ciò che vuoi».
Questo principio è generalmente interpretato come un'esortazione a cercare la propria felicità senza nuocere agli altri. Si traduce in una libertà, che trova il solo limite nel non far male a nessuno, nemmeno a sé stessi. Questa libertà implica il discernimento della propria volontà autentica e l'impegno a realizzarla, mentre il rispetto dell'altro è vissuto come il limite totalmente naturale delle proprie azioni. Il rede enfatizza, pertanto, la naturalezza e la spontaneità, che deve caratterizzare l'essere umano che voglia costruire una società basata sull'armonia della natura.
Il rede, oltre a riprendere principi molto antichi, come la regola d'oro (etica della reciprocità) della filosofia greca, incorpora in sé anche il motto «fa' ciò che vuoi sarà tutta la legge. Amore è la legge, amore sotto la volontà» di Aleister Crowley, presente nel Liber Al Vel Legis (Libro della Legge).
Altro elemento diffuso dell'etica wiccan, anche se non riconosciuto da tutte le tradizioni, è la cosiddetta Legge del Tre, basata sul principio che qualsiasi azione produca effetti triplicati. La Legge del Tre è un'esortazione al bene: seminare il bene produce altro bene, mentre seminare il male non fa altro che produrre altro male.
La Legge del Tre compare in una pubblicazione di Gardner, ma non se ne fa menzione in altre tradizioni esoteriche. Gardner potrebbe essersi ispirato alla predetta regola d'oro e al concetto di karma delle religioni orientali, ma aveva anche l'abitudine di inventare leggi della stregoneria a fondamento di idee personali, entrando spesso in conflitto con altri appartenenti alla propria tradizione. La Legge del Tre potrebbe esserne un esempio, dato che la stessa Doreen Valiente rifiutò a priori la possibilità di una legge universale, karmica e magica che riguardi solamente gli appartenenti a una particolare religione, o una data via spirituale, o i cultori di un determinato cammino magico, qual è la wicca.
Parecchi wiccan, coltivano anche le virtù elencate nel poema di Doreen Valiente Incarico della Dea, come la reverenza, l'amore, l'umiltà, la forza d'animo e la compassione. Nel poema queste virtù compaiono a coppie speculari, rimandando al dualismo prevalente nella teologia wiccan, ovvero al concetto dell'opposizione complementare della Dea e del Dio.
Alcune tradizioni adottano il sistema delle Ardane o Leggi wiccan, scritte dallo stesso Gardner. Si tratta di una serie di centosessantuno precetti, che non sono universalmente riconosciuti nella wicca a causa della loro origine controversa: sarebbero stati scritti da Gardner nel periodo della separazione della sua coven da quella di Doreen Valiente.
Infine di grande rilevanza è l'ambientalismo, considerato da molte tradizioni wiccan e da molte coven come un elemento di dottrina etica. I gruppi wiccan pongono molta enfasi sulla sacralità della natura.

### Wicca e altre religioni
La maggior parte delle tradizioni wiccan si riconoscono nei principi stilati dalla Pagan Federation International, senza grandi differenze, sotto questo punto di vista, da altri percorsi simili. Fred Lamond ha comunque sottolineato alcune peculiarità che distinguono la wicca dalle altre religioni neopagane.
La wicca è stata la prima a riportare in auge, sin dagli anni cinquanta, il divino femminile, che per oltre duemila anni, non solo in Occidente, era stato soppiantato ed eclissato da un divino maschile, misogino e patriarcale, anticipando di vent'anni l'enorme sviluppo che il divino femminile avrebbe avuto con la rivoluzione sessuale e la new age.
Fred Lamond sottolinea inoltre un'altra peculiarità della wicca rispetto ad altre forme di neopaganesimo: il suo rapporto con la magia, che è vista come un tutt'uno con la pratica religiosa. Le pratiche magiche tipiche della wicca sono soprattutto due: le tecniche di innalzamento del "cono di potere" per lo spellcasting e le tecniche di trascendenza dell'ego per il drawing down. Le prime derivano principalmente dalla magia popolare, a sua volta derivata dallo sciamanesimo, e sono utilizzate per la guarigione spirituale e per il benessere del singolo e della comunità. Le seconde sono tecniche teurgiche derivate dall'alta magia, utilizzate per canalizzare il divino. In entrambi i casi si tratta di tecniche non scritte, trasmesse ai soli iniziati per tradizione orale o con l'esempio, secondo il principio: «Ti viene insegnata una via per giungere alla verità, non la verità stessa».
Quest'ultimo aspetto sottolinea un'altra peculiarità della wicca: l'essere una religione misterica. Come nelle antiche religioni misteriche e, ad esempio, nel tantrismo o nell'umbanda, agli iniziati sono insegnate le tecniche e le pratiche per giungere alla comunione con il divino. Il percorso e il mistero di questa comunione rimangono però sempre personali e potenzialmente assai peculiari per ciascun individuo. A loro volta i tre gradi di iniziazione nella wicca rappresentano tre diverse tappe di questo percorso spirituale: il primo grado affronta il mistero della nascita (o rinascita); il secondo grado il mistero della morte; il terzo grado il mistero dell'unione del maschile e del femminile, e soprattutto quello della trascendenza dell'ego e dell'unione e comunione con il numinoso.

## Rituali

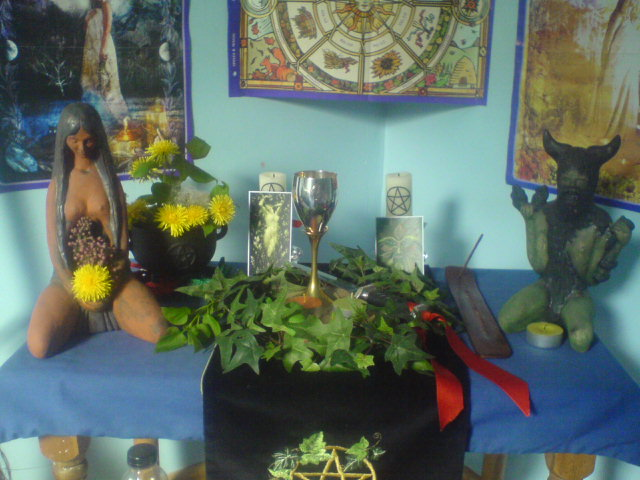
Altare per Beltane in Galles.

La ritualistica della wicca può presentare diverse varianti, secondo la particolare tradizione e le preferenze di ciascuna coven o gruppo. Quella classica gardneriana/alexandriana comprende:
1. il rito di purificazione e consacrazione dello spazio sacro e dei partecipanti (con acqua e sale, incenso, o altro)
2. il rito della tracciatura del cerchio
3. il rito per la chiamata dei guardiani degli elementi, sia a protezione del cerchio, sia ad assistere e/o partecipare ai rituali
4. il rito per l'invocazione teurgica degli Dei
5. un'eventuale operazione propiziatoria o magica, accompagnata solitamente da alcune delle tecniche per l'innalzamento del cono di potere
6. il Grande Rito
7. il banchetto rituale o libagione
8. una serie di riti eventuali, compresi quelli di appropriato congedo dei guardiani e di saluto alle divinità.

### La purificazione
Per l'accesso al cerchio sono richiesti dei riti di purificazione, solitamente svolti con acqua e sale, e incensi. Questi riti riguardano sia lo spazio in cui si svolgerà la cerimonia, sia i partecipanti (le purificazioni possono essere precedute da riti di abluzione che, in alcune coven, sono lavaggi dell'intero corpo).

### Il cerchio
I riti si svolgono all'interno di uno spazio sacro, che nella wicca è il cerchio, simbolo dell'eternità e dell'infinitezza dell'esistenza, al cui interno si raduna il gruppo. Il cerchio deve essere eretto ogni volta che si compie un rito. Nell'area delimitata dal cerchio magico è collocato almeno un altare, presso il quale i sacerdoti svolgono i riti, anche se è diffusa l'usanza di utilizzare un altare più grande orientato verso nord e altri tre orientati verso i restanti punti cardinali, adornati in modo diverso in base all'elemento che lo rappresenta.
Ogni luogo è adatto ad erigere il cerchio, perciò i luoghi di culto predisposti appositamente, hanno un'importanza relativa; per comodità i wiccan molto spesso erigono il cerchio e svolgono i riti all'interno di un tempio più o meno domestico, o di un'area naturale, di proprietà o meno (il cosiddetto covenstead); oppure, nel caso di rituali pubblici, in sale affittate per l'occasione. Solo negli USA si stanno diffondendo dei veri e propri edifici di culto, definiti solitamente come "templi".

### Le ricorrenze annuali
I riti si svolgono in qualsiasi momento venga ritenuto opportuno, ma le occasioni più importanti sono le ricorrenze significative, quali i sabbat e gli esbat, o particolari eventi di tipo sociale. I sabbat sono otto e si dispiegano secondo il ciclo della Ruota dell'Anno. Gli esbat sono dodici o tredici a seconda delle lunazioni presenti in un anno, visto che celebrano appunto le fasi lunari.

### Il grande rito
(da l'Incarico della Dea.)

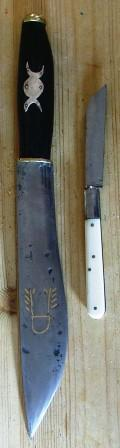
Un athame (manico nero) e un boline (manico bianco), due coltelli rituali usati nella wicca per scopi molto differenti

Tra gli innumerevoli riti della wicca ha particolare rilevanza il grande rito. Praticato in ogni celebrazione liturgica, è un rito di tipo ierogamico, che può essere compiuto dai sacerdoti in forma effettiva o simbolica.
Se in forma effettiva, comporta l'unione sessuale tra i sacerdoti: avviene in casi estremamente rari, in privato, tra sacerdoti coniugi o comunque all'interno di coppie consolidate. Se, come nella maggior parte dei casi, è compiuto in forma simbolica, richiede l'uso di athame e calice, che sono tra i principali strumenti rituali wiccani. La lama e il calice sono la rappresentazione simbolica degli organi genitali umani: l'athame, simbolo dell'organo riproduttivo maschile, è immerso nel calice riempito con vino o con altra bevanda, che rappresenta l'organo riproduttivo femminile.
La wicca è una religione della fecondità, che celebra la nascita della vita. L'unione sessuale è considerata sacra, poiché riproduce il mistero dell'unione cosmicamente complementare della Dea e del Dio. Il grande rito rappresenta l'unione divina tra il maschile e il femminile, unione che è contemporaneamente e progressivamente fisica, chimica, psicologica e astrale, e riproduce l'eterno unirsi e scontrarsi della Dea e del Dio, che genera la manifestazione dell'esistenza. Per questo l'importanza della pratica del grande rito è enfatizzata.

### Ildrawing down
I riti teurgici detti del drawing down sono considerati di importanza analoga al grande rito. Accompagnano quasi sempre le festività maggiori, mentre nelle occasioni meno importanti può essere sufficiente una semplice invocazione alle divinità.
Nel rito del drawing down (letteralmente "trarre giù") un sacerdote invoca la presenza di una divinità, generalmente femminile, in una sacerdotessa, mentre un'altra sacerdotessa invoca la presenza di un'altra divinità, generalmente maschile, in un secondo sacerdote. Pertanto, solitamente, è necessaria la presenza di quattro sacerdoti impegnati in un drawing down; nel caso però di drawing down che comportino l'invocazione di più divinità, può essere necessaria la presenza di molti più sacerdoti e sacerdotesse, rispetto ai quattro solitamente impegnati.
Dopo l'invocazione delle divinità, è dato il bacio quintuplice e la persona investita parla con ispirazione divina, formulando un cosiddetto "incarico" (il più celebre è l'Incarico della Dea). Il più famoso dei drawing down è il drawing down the moon (letteralmente "tirar giù la luna"), che è spesso legato agli esbat, perché è in stretta relazione con il potere che si manifesta nel pieno del plenilunio. Il suo corrispettivo è il drawing down the sun (letteralmente "tirar giù il sole").

### La libagione o banchetto rituale
La libagione è un altro momento molto importante, soprattutto per consolidare lo spirito di fratellanza e unione all'interno della coven. La libagione segue la consacrazione delle bevande e del cibo, e rappresenta il momento di passaggio dalla parte più solenne di un rito a quella più informale, gioiosa e conviviale, con i membri della coven che banchettano scherzosamente tra di loro. Può essere accompagnata da giochi, da canti e da danze. Alla fine del rito una parte delle bevande consacrate ed una porzione del cibo sono conservati per essere poi donati alla natura.

### I riti per eventi sociali

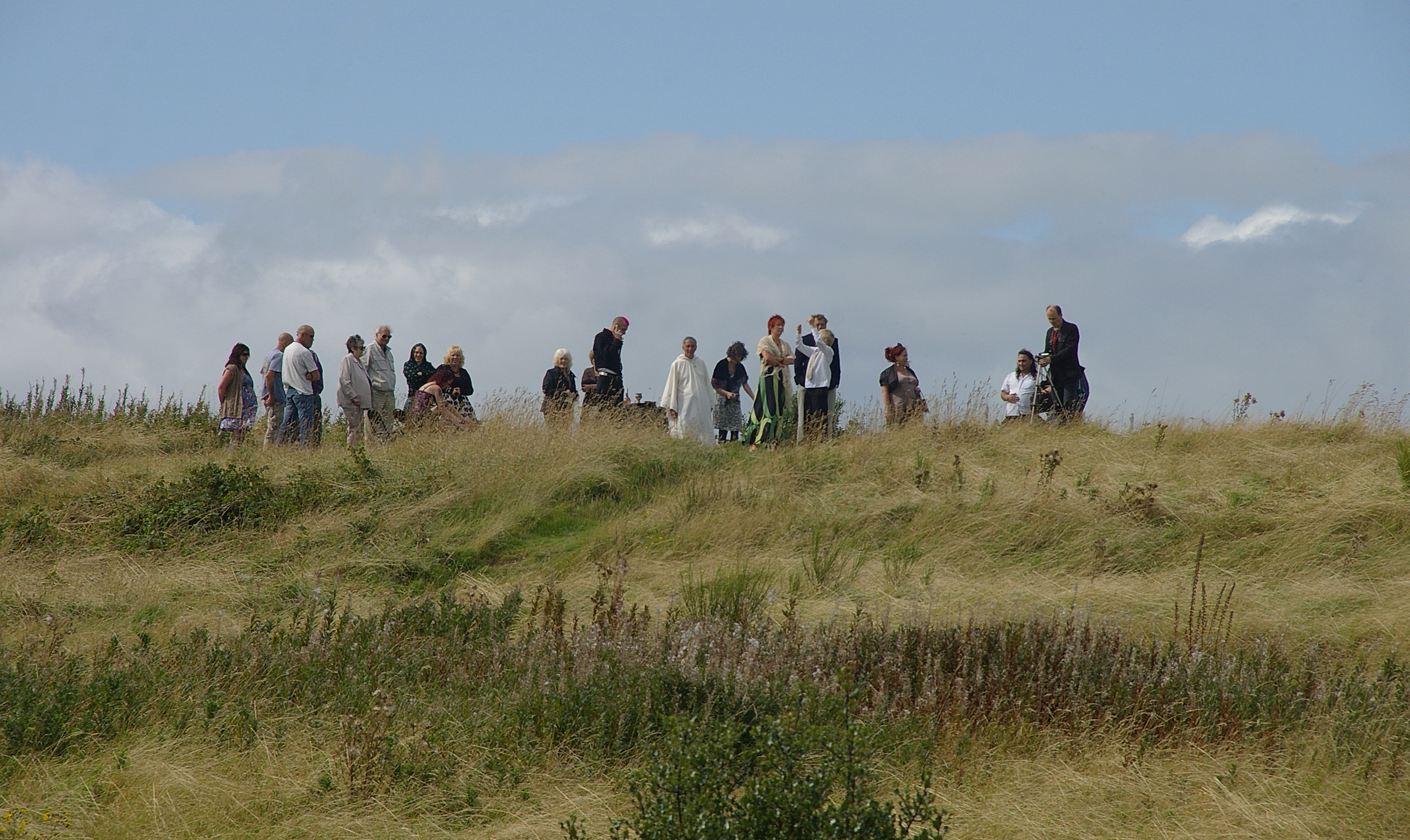
Matrimonio wiccan a Bury Ditches, Shropshire, Inghilterra.

Alcuni riti sono legati a particolari eventi della vita sociale. Nelle nozze i sacerdoti uniscono gli sposi con il rito dell'unione delle mani (handfasting). Il wiccaning è il rito con cui si accoglie nella comunità un neonato o un bambino nella prima o seconda infanzia, conferendogli il nome mondano. Non è un'iniziazione alla wicca, che è riservata ai maggiorenni che ne facciano richiesta, ma solo un rito augurale e di benedizione da parte degli dei. Infine vi è il rito di congedo per i defunti.

### L'abbigliamento
Lo skyclad (letteralmente "vestirsi di cielo"), ovvero la nudità rituale, è una caratteristica fondamentale della tradizione gardneriana e della tradizione alexandriana e, in generale, delle tradizioni più vicine a Gardner; altri ne fanno uso solo in determinate circostanze. Le tradizioni più distanti hanno estremamente limitato lo skyclad o lo hanno abbandonato, adottando vesti rituali, come le tuniche. Nei riti pubblici, invece, i partecipanti possono vestire come preferiscono.

### Gli strumenti rituali
I rituali sono quasi sempre celebrati mediante l'utilizzo di strumenti particolari. Nella wicca originaria i più importanti sono l'athame e il calice. La wicca gardneriana riconosce otto strumenti rituali: l'athame (un coltello a doppia lama dal manico nero), il pentacolo (solitamente in legno, terracotta o metallo, è usato come simbolo dell'universo), l'incensiere, il bolline (una coltello dal manico bianco), la bacchetta, il flagello, la spada (sempre a doppia lama) e il cordone (indica l'appartenenza a una coven e il grado iniziatico).
Sono in uso anche altri strumenti come il calderone, il bastone, le candele, l'altare e le campane. Cristalli possono trovare uso per l'evocazione dei guardiani elementali, abbinandone uno per ogni punta del pentacolo rituale, ciascuna delle quali è associata a un elemento e al suo guardiano.
Molto spesso sull'altare sono presenti icone o altre rappresentazioni degli dei, simulacri delle divinità più legate alla tradizione o alla persona, e specchi. L'iconografia degli dei è libera, perché la teologia wiccan li considera come forze archetipali, attraverso cui si manifestano i principi cosmici primari della Dea e del Dio o, in alcuni casi, come semplici rappresentazioni che permettono all'uomo di comprenderli. La Dea e il Dio, a loro volta, sono aspetti di un unico principio cosmico universale, l'Uno. Gli specchi, in particolare, sono espressione del panteismo nella ricerca del divino nel mondo e in sé stessi: ogni cosa riflessa è considerata espressione e manifestazione della divinità, identificabile con lei ed essa stessa divina.
Per la celebrazione dei riti i sacerdoti usano spesso il Libro delle Ombre, dal quale traggono le formule invocatorie, memorizzate prima del rituale.

## Organizzazione
Nella tradizione originaria e soprattutto in Europa, la wicca è organizzata in coven (congreghe) indipendenti tra loro. Si tratta di gruppi, che conservano un'impostazione misterica e iniziatica e si formano per gemmazione da coven madri a coven figlie. Per tradizione accolgono fino a tredici membri, anche se non è una regola ferrea; mediamente sono composte da sette od otto persone. Nella maggioranza dei casi hanno status giuridico di associazioni private non riconosciute dallo Stato, spesso di tipo culturale.
All'interno di una coven tutti gli iniziati sono sacerdoti, di solito con gradi diversi di iniziazione, e ciascuno di loro, a rotazione durante l'anno, assume tutti i ruoli rituali. Pertanto ci si aspetta che, entro un anno dall'ingresso, ogni nuovo iniziato sia capace di ricoprirli. Per tradizione il ruolo e il parere della Gran Sacerdotessa che guida la coven prevale su quello del Gran Sacerdote che le fa da partner, ma all'interno del gruppo ci deve essere un efficiente sistema di pesi e contrappesi: ogni parere deve essere ascoltato, anche quello dell'ultimo sacerdote, appena entrato nella coven.
I gradi di iniziazione, infatti, più che un sistema gerarchico rappresentano dei punti di arrivo e di ripartenza nel percorso personale di ciascuno, cioè gradi diversi di formazione e di conoscenza. Ad esempio, possono esistere coven composte da membri tutti di terzo grado, che non sentono l'esigenza di fondare nuove coven proprie.
L'esigenza di formare una nuova coven nasce quando un gruppo diventa troppo numeroso, o quando alcuni membri si spostano in un altro territorio o, più raramente, quando sorgono delle divergenze interne. La formazione di una nuova coven è affidata a una coppia di alti sacerdoti (quindi sacerdoti di secondo o terzo grado di iniziazione), solitamente con il consenso e con l'appoggio della coven madre. I fondatori della nuova coven restano alla sua guida spirituale e nelle cose pratiche ed amministrative, ma non a quella strettamente rituale, per effetto della rotazione dei ruoli rituali durante l'anno. Il sistema delle coven ha portato alla formazione di luoghi di culto casalinghi, generalmente ricavati in stanze nelle abitazioni private dei praticanti.

### La situazione nordamericana
Il desiderio di un riconoscimento giuridico ha portato, negli USA e in Canada, a un'evoluzione della struttura territoriale e amministrativa della wicca, con l'istituzione di organizzazioni nazionali o locali, che potessero essere riconosciute come Chiesa secondo la legislazione di ciascuno Stato americano.
Le chiese wiccan sono abbastanza diffuse nell'America settentrionale. Il loro ruolo è quello di coordinare in un determinato territorio, un certo numero di coven, oppure le attività legate alla religione wiccan. Nascono solitamente dall'unione di più coven in un'unica organizzazione o emergono come associazioni "ombrello", a cui progressivamente aderiscono le coven che desiderano godere i vantaggi del riconoscimento giuridico.
Il passaggio dal sistema delle coven indipendenti a quello delle chiese istituzionalizzate ha comportato la formazione di un clero strutturato e di una rete di templi wiccani. Si è andato affermando un clero comune, organizzato dalla stessa Chiesa e disponibile per le attività di qualsiasi gruppo. Le coven hanno perso autonomia organizzativa, devolvendo gli incarichi sacerdotali alla chiesa madre, in cambio di benefici legali e fiscali, per concentrarsi sulla spiritualità e sull'insegnamento.
Parallelamente i luoghi di culto si sono trasformati, passando dalle case di preghiera, segrete e riservate agli iniziati, a veri e propri templi. Un livello intermedio è rappresentato dal covenstead, che è un'area naturale dedicata alla celebrazione dei riti, ricavata in spazi naturali come giardini, caverne o boschi.
Le chiese wiccan possono essere distinte in due categorie. Le chiese denominazionali promuovono una sola delle tante tradizioni della wicca, mentre le chiese non denominazionali non si rifanno ad alcuna specifica tradizione, ma promuovono e organizzano l'intero fenomeno wiccan presente nella loro giurisdizione. A questa seconda tipologia appartengono, ad esempio, la Congregazione della Dea o la Chiesa wiccan unita, importante istituzione internazionale, attiva anche nell'istituzione e nella formazione di un sacerdozio unificato attraverso l'Associazione del Clero wiccan e l'annesso Seminario Teologico WCA.
Va sottolineato che negli USA i membri delle cosiddette "tradizione originarie" gardneriana e alexandriana, della Wicca britannica tradizionale, in generale non aderiscono a nessuna chiesa, né hanno mostrato interesse a formarne una, preferendo la tradizionale organizzazione in coven. Sono quindi state tradizioni successive e gruppi particolari ad aver approfittato delle legislazioni statali per organizzarsi in Chiese.

## Statistiche
Le prime statistiche sulla wicca risalgono al 1972, quando John Godwin nel suo Occult America stimò la presenza di 20.000 praticanti organizzati nell'America settentrionale. Nel 1980 Gordon Melton dell'Institute for Study of American Religion, sulla base di dati raccolti nel 1979 in occasione di un festival neopagano, accrebbe questa stima a un numero tra 30.000 e 40.000 aderenti. Margot Adler, autrice di Drawing Down the Moon, nel 1986 valutò i fedeli di religioni neopagane negli USA tra i 50.000 e i 100.000, la maggior parte wiccani. Tra il 1990 e il 1992, con la crescita negli USA dell'interesse accademico per la wicca, le stime si aggirarono tra i 50.000 e i 113.000 membri.
Altre fonti confermarono questi dati, tra le quali il Religious Requirements and Practices of Certain Selected Groups: A Handbook for Chaplains (edito nel 2001 dall'Esercito degli Stati Uniti per istruire i cappellani militari di fede cristiana sulla gestione dei rapporti con soldati di altre religioni), le ricerche di Craig Hawkins e il censimento generale della popolazione e delle abitazioni del Canada. Eric Raymond, autore di Frequently Asked Questions about Neopaganism, avallò la cifra di 200.000 wiccan definì il movimento come «in esplosione». Nel 1996 Vernieda Vergara stimò 360.000 wiccani e nel 1999 Loren Wilkinson in un articolo per Christianity Today definì il neopaganesimo e in particolare la wicca come la religione con la diffusione più veloce negli USA.
Lo stesso anno Catherine Edwards dette una stima di 3 o 5 milioni di wiccanin America settentrionale, mentre Witches' Voice, uno dei più popolari siti web wiccani, la ridusse a un range tra 1 e 3 milioni. Il numero in assoluto più elevato fu azzardato da Phyllis Curott nel suo Book of Shadows, e corrispondeva a 10 milioni. Un sondaggio condotto nel 2000 dalla Congregazione della Dea restituì un numero di aderenti intorno al milione.
Per quanto concerne l'Italia, a cavallo tra gli anni novanta e gli anni duemila le stime del prof. Massimo Introvigne, riprese da CESNUR limitano a poche migliaia il numero dei praticanti wiccani, accorpandoli nelle stime in modo arbitrario a gruppi assai eterogenei e precisando a corredo della tabella 4: «...non solo è assai complesso stabilire l'entità numerica delle realtà confessionali, ma, qualora si rifacciano alla tradizione esoterica, occultistica, spiritistica, al New Age, al Next Age o alle comunità acquariane post-New Age, è anche arduo distinguere tra i membri a pieno titolo del gruppo e coloro che saltuariamente partecipano alle "attività", oppure sono semplici "clienti" e "fruitori". In questo caso, se si tiene conto anche di chi partecipa assiduamente a corsi, seminari e convegni organizzati da queste aree, per soddisfare le più disparate esigenze spirituali, il numero dei partecipanti è dell'ordine delle centinaia di migliaia.» A circa quindici anni dallo studio del CESNUR si può ritenere che nel frattempo gli aderenti in Italia siano cresciuti nell'ordine di quanto è avvenuto nel resto dei paesi occidentali.
Un sito italiano di informazione cattolica, basandosi su studi del Trinity College del Connecticut e altri istituti, afferma che questi "hanno dimostrato come il wiccan sia cresciuto enormemente": secondo tali studi condotti a distanza di anni regolari i wiccan crebbero dagli 8.000 nel 1990, ai 134.000 nel 2008, ai 340.000 nel 2008, per poi crescere ulteriormente fino ai 1.5 milioni nel 2017.

## Influenze popolari
La wicca ha esercitato un'influenza sulla letteratura e sulla cultura popolare contemporanee, soprattutto nordamericane. Esempi di opere ispirate alla wicca sono gli scritti di Cate Tiernan o il film Giovani streghe (1996), nei fumetti c'è l'esempio del giovane supereroe Wiccan, mentre personaggi ispirati alla wicca compaiono in molte serie televisive popolari, come Buffy l'ammazzavampiri, True Blood, Midnight, Texas, Angel e Streghe: in quest'ultima, in particolare, compaiono numerosi riferimenti molto specifici alla wicca, come il Libro delle ombre, anche se in modo completamente decontestualizzato e avulso dal suo significato originario.

## Rapporto con le autorità politiche e religiose
In accordo con la storia tradizionale della wicca trasmessa da Gardner, molti wiccan considerano la stregoneria medievale come una religione ancestrale della wicca e, quindi, il fenomeno della caccia alle streghe come una persecuzione religiosa contro i propri predecessori, ovvero contro coloro che, praticando culti sotterranei delle divinità antiche, furono bollati come streghe e stregoni all'interno dell'occidente cristiano tra la fine del XV secolo e l'inizio del XVIII secolo, periodo chiamato nella wicca Tempi del Fuoco in riferimento alla pratica delle condanne al rogo.
In epoca contemporanea la wicca è spesso stata associata, per errore o per propaganda negativa, al satanismo. A causa anche delle connotazioni negative socialmente diffuse riguardo alla stregoneria antica, i Wiccan si trovano spesso in situazioni di disagio e di discriminazione, che li portano a praticare la loro religione in segreto e in privato.
Nel 1985 la Corte Distrettuale della Virginia (USA), con l'emanazione della sentenza Dettmer v. Landon, riconobbe la wicca come religione e alle sue associazioni lo status di organizzazioni religiose. Nonostante questi primi riconoscimenti, la wicca ha continuato a essere oggetto di marginalizzazioni e penalizzazioni. Nello stesso 1985 alcuni legislatori di orientamento conservatore promossero l'introduzione di leggi federali volte ad aggirare la predetta sentenza, che furono abrogate nel 1986 dal Congresso.
Nel 1999 un gruppo di cristiano-conservatori, fondato su iniziativa di Bob Barr in risposta alla crescente diffusione di riti wiccan nelle basi militari, invitò i cittadini americani a una revisione in senso restrittivo della nozione e dei diritti di libertà religiosa alla luce della morale cristiana, allo scopo di reprimere la diffusione del neopaganesimo.
Il primo matrimonio celebrato con rituale wiccan civilmente riconosciuto risale al 2004 nel Regno Unito. Alle nozze wiccan sono riconosciuti effetti civili anche in Irlanda e in alcuni Stati degli Stati Uniti d'America. Nel 2007, dopo la controversia legale seguita alla morte in Afghanistan nel 2005 del soldato wiccan Patrick Stewart, il simbolo del pentacolo wiccan è stato legalmente riconosciuto negli USA e inserito nel catalogo degli emblemi religiosi ammessi sulle placche commemorative dei militari statunitensi sepolti nei cimiteri statali, tenuto dal Dipartimento degli Affari dei Veterani degli Stati Uniti.

### Opere di rilevanza storica
- Gerald Gardner, Witchcraft Today, Ryder, 1954.
- Gerald Gardner, The Meaning of Witchcraft, Aquarian, 1959.
- Gerald Gardner, High Magic's Aid, Godolphin House, 1996. ISBN 0-9630657-8-5
- Margaret Murray, The God of the Witches, Nuvision Publications, 2005. ISBN 1-59547-981-3

### Credenze e pratica
- Janet Farrar, Stewart Farrar, Eight Sabbats for Witches, Phoenix Publishing, 1988. ISBN 0-919345-26-3
- Vivianne Crowley, Wicca: The Old Religion in the New Age, 1989 (riedito nel 1996 come Wicca: The Old Religion in the New Millennium e nel 2003 come Wicca: A Comprehensive Guide to the Old Religion in the Modern World), Element Books Ltd. ISBN 0-7225-3271-7, ISBN 978-0-7225-3271-3
- Nikki Bado-Fralick, Coming to the Edge of the Circle: A Wiccan Initiation Ritual, Oxford University Press, 2005.

### Storia della wicca
- Jack Bracelin, Gerald Gardner, Witch, Octagon Press, Londra, 1960
- Lois Bourne, Witch Among Us, Robert Hale, Londra, 1985
- Aidan A Kelly, Crafting the Art of Magic: A History of Modern Witchcraft, 1939-1964, Llewellyn, 1991, ISBN 0-87542-370-1.
- Lois Bourne, Conversations with a Witch, Robert Hale, Londra, 1996
- Lois Bourne, Dancing with Witches, Robert Hale, Londra, 1998
- Ronald Hutton, The Triumph of the Moon: A History of Modern Pagan Witchcraft, Oxford University Press, 1999.
- Philip Heselton, Wiccan Roots: Gerald Gardner and the Modern Witchcraft Revival, Capall Bann, 2000, ISBN 1-86163-110-3.
- Philip Heselton, Gerald Gardner and the Witchcraft Revival: The Significance of His Life and Works to the Story of Modern Witchcraft, I-H-O Books, 2001, ISBN 1-872189-16-4.
- Philip Heselton, Gerald Gardner and the Cauldron of Inspiration: An Investigation into the Sources of Gardnerian Witchcraft, Capall Bann, 2003, ISBN 1-86163-164-2.
- Frederic Lamond, Fifty Years Of Wicca, Green Magic, 2005. ISBN 0-9547230-1-5
- Margot Adler, Drawing Down the Moon, Penguin, 2006. ISBN 0-14-303819-2
- Doreen Valiente, The Rebirth of Witchcraft, Robert Hale Ltd., 2007. ISBN 0-7090-8369-6

### Studi sulla wicca
- T. M. Luhrmann, Persuasions of the Witch's Craft: Ritual Magic in Contemporary England, Picador, 1994.
- James R. Lewis, Magical Religion and Modern Witchcraft, State University of New York Press, 1996
- Charlotte Hardman, Graham Harvey (a cura di), Paganism Today, Thorsons, Londra, 1996
- Joanne Pearson, Richard H. Roberts, Geoffrey Samuel (a cura di), Nature Religion Today. Paganism in the Modern World, Edinburgh University Press, Edimburgo, 1998
- James R Lewis, Witchcraft Today: An Encyclopedia of Wiccan and Neopagan Traditions, ABC-CLIO, 1999.
- Raymond Buckland, The Witch Book: The Encyclopedia of Witchcraft, Wicca, and Neo-paganism, Visible Ink Press, 2002.
- James R. Lewis, Shelly Rabinovitch, The Encyclopedia of Modern Witchcraft and Neo-Paganism, Kensington Publishing, 2002

### La wicca nel mondo
- Lynne Hume, Witchcraft and Paganism in Australia, Melbourne University Press, 1997.
- Helen A Berger, A Community of Witches: Contemporary Neo-Paganism and Witchcraft in the United States, University of South Carolina Press, 1999.
- Sabina Magliocco, Witching Culture: Folklore and Neo-Paganism in America, University of Pennsylvania Press, 2004.
- Chas S Clifton, Her Hidden Children: The Rise of Wicca and Paganism in America, AltaMira Press, 2006.

### Libri in italiano
- Ed Fitch, Il libro segreto delle arti magiche. Stregonerie, incantesimi e rituali pagani, Sperling & Kupfer, 1998. ISBN 88-86845-27-8
- Graham Harvey, Credenti della nuova era: i pagani contemporanei, Milano, Feltrinelli, 2000. ISBN 88-07-17040-X
- Francesco Dimitri, Neopaganesimo. Perché gli dei sono tornati, Castelvecchi, 2005. ISBN 88-7615-063-3
- Francesca Ciancimino Howell, Gaia, magia per il pianeta, Venexia, 2008. ISBN 88-87944-59-8
- Giordano Berti, Storia della Stregoneria. Origini, credenze, persecuzioni e rinascita nel mondo contemporaneo, Milano, Mondadori, 2010. ISBN 978-88-04-59868-8
- Phyllis Curott, L'arte della magia, Sonzogno, 2010. ISBN 88-454-2477-4
- Phyllis Curott, Il sentiero della Dea, Venexia, 2012. ISBN 88-97688-23-3
- Vivianne Crowley, I poteri della Wicca, Armenia Edizioni, 2013. ISBN 88-344-2904-4
- Christian Bouchet, Wicca. Storia, teoria, pratica, L'Età dell'Acquario, 2013. ISBN 88-7136-437-6
- Janet Farrar e Gavin Bone, The Inner Mysteries. Stregoneria progressiva e connessione con il divino, Brigantia Editrice, 2013. ISBN 88-98336-00-4

### Miscellanea di autori wiccan
- Ann Moura, Green Witchcraft: Balancing Light and Shadow, Llewellyn Publications, 1999. ISBN 1-56718-689-0
- Ann Moura, Green Witchcraft: Folk Magic, Fairy Lore and Herb Craft, Llewellyn Publications, 1996. ISBN 1-56718-690-4
- Anne Carson. Goddesses and Wise Women: Literature of Feminine Spirituality. Crossing Press, 1994. ISBN 0-89594-535-5
- Arin Murphy-Hiscock. Solitary Wicca for Life: A Complete Guide to Mastering the Craft on Your Own. Adams Media Corporation, 2005. ISBN 1-59337-353-8
- Athena Gardner. The Alexandrian and Gardnerian Book of Shadows. iUniverse.com, 2000. ISBN 0-595-12845-9
- Ashleen O'Gaea. Raising Witches: Teaching the Wiccan Faith to Children. New Page Books, 2002. ISBN 1-56414-631-6
- Beth Rae. Hedge Witch: Guide to Solitary Witchcraft. Robert Hale Ltd, 1992. ISBN 0-7090-4851-3
- Beth Rae. Lamp of the Goddess. Robert Hale Ltd, 2001. ISBN 0-7090-6884-0
- Beth Rae. The Hedge Witch's Way: Magical Spirituality for the Lone Spellcaster. Robert Hale Ltd, 2003. ISBN 0-7090-7383-6
- Beth Rae. The Wiccan Way: Magical Spirituality for the Solitary Pagan. Phoenix Publishing, 2002. ISBN 0-919345-95-6
- Christopher Penczak. Sons of the Goddess: A Young Man's Guide to Wicca. Llewellyn Publications, 2005. ISBN 0-7387-0547-0
- Doreen Valiente. An ABC of Witchcraft Past and Present. Robert Hale Ltd, 1994. ISBN 0-7090-5350-9
- Doreen Valiente. Charge of the Goddess: The Mother of Modern Witchcraft. Hexagon Publications, 2000. ISBN 0-9539204-0-2
- Doreen Valiente. Natural Magic. Robert Hale Ltd, 1999. ISBN 0-7090-6450-0
- Doreen Valiente. Witchcraft for Tomorrow. Robert Hale Ltd, 1993. ISBN 0-7090-5244-8
- Ellen Cannon Reed. The Heart of Wicca: Wise Words from a Crone on the Path. Weiser Books, 2000. ISBN 1-57863-174-2
- Evan John Jones, Doreen Valiente. Witchcraft: A Tradition Renewed. Robert Hale Ltd, 1990. ISBN 0-7090-4139-X
- James Aten. The Truth About Wicca And Witchcraft-Finding Your True Power 2008 ISBN 0-615-20945-9
- James Lewis. Magical Religion and Modern Witchcraft. State University of New York Press, 1996. ISBN 0-7914-2890-7
- Janet Farrar, Stewart Farrar. A Witches' Bible. Robert Hale Ltd, 2002. ISBN 0-7090-7227-9
- Janet Farrar, Stewart Farrar. The Witches' God: Lord of the Dance. Robert Hale Ltd, 1995. ISBN 0-7090-5650-8
- Janet Farrar, Stewart Farrar. The Witches' Goddess: The Feminine Principle of Divinity. Robert Hale Ltd, 1999. ISBN 0-7090-5844-6
- Kate West. The Real Witches' Craft: Magical Techniques and Guidance for a Full Year of Practising the Craft. Harper Element, 2005. ISBN 0-00-719417-X
- Kate West. The Real Witches' Handbook. HarperCollins Publishers Ltd, 2001. ISBN 0-00-710515-0
- Louis Bourne. Dancing with Witches. Robert Hale, Londra 1998
- Marian Green. A Witch Alone: Thirteen Moons to Master Natural Magic. HarperCollins Publishers Ltd, 2002. ISBN 0-00-713323-5
- Marian Singer. The Only Wiccan Spell Book You'll Ever Need: For Love, Happiness and Prosperity. Adams Media Corporation, 2004. ISBN 1-59337-096-2
- Mark Ventimiglia. The Wiccan Prayer Book: Daily Meditations, Inspirations, Rituals and Incantations. Citadel Press, 2006. ISBN 0-8065-2719-6
- Mark Ventimiglia. The Wiccan Rede: Couplets of the Law, Teachings and Enchantments. Citadel Press, 2003. ISBN 0-8065-2517-7
- Paul Huson. Mastering Witchcraft: A Practical Guide for Witches, Warlocks, and Covens. iUniverse.com, 2006. ISBN 0-595-42006-0
- Patricia Crowther. One Witch's World. Robert Hale, Londra 1998
- Raymond Buckland. Complete Book of Witchcraft. Llewellyn Publications, 1986. ISBN 0-87542-050-8
- Raymond Buckland. Practical Candle Burning: Spells and Rituals for Every Purpose. Llewellyn Publications, 2005. ISBN 0-87542-048-6
- Raymond Buckland. The Witch Book: The Encyclopedia of Witchcraft, Wicca, and Neopaganism. Visible Ink Press, 2002. ISBN 1-57859-114-7
- Raymond Buckland. Wicca for One: The Path of Solitary Witchcraft. Citadel Press, 2004. ISBN 0-8065-2554-1
- Raymond Buckland. Witchcraft From The Inside: Origins of the Fastest Growing Religious Movement in America. Llewellyn Publications, 2002. ISBN 1-56718-101-5
- Sally Morningstar. The Art of Wiccan Healing. Hay House Inc, 2005. ISBN 1-4019-0555-2
- Scott Cunningham. Living Wicca. Llewellyn Publications, 1993. ISBN 0-87542-184-9
- Scott Cunningham. Wicca: A Guide for the Solitary Practitioner. Llewellyn Publications, 1988. ISBN 0-87542-118-0
- Sheena Morgan. The Wicca Handbook: A Complete Guide to Witchcraft and Magic. Vega Books, 2003. ISBN 1-84333-697-9
- Sorita D'Este, David Rankine. Circle of Fire - The Symbolism and Practices of Wiccan Ritual. Avalonia, 2005. ISBN 1-905297-04-1
- Starhawk. Circle Round: Raising Children in the Goddess Tradition. Bantam, 2000. ISBN 0-553-37805-8
- Starhawk. Earth Path. HarperCollins, 2005. ISBN 0-06-000093-7
- Starhawk. The Spiral Dance: A Rebirth of the Ancient Religion of the Great Goddess. HarperSanFrancisco, 1999. ISBN 0-06-251632-9
- Starhawk. Wiccan Rituals and Blessings. Sounds True Inc, 2004. ISBN 1-59179-113-8
- Thea Sabin. Wicca For Beginners: Fundamentals of Philosophy and Practice. Llewellyn Publications, 2004. ISBN 0-7387-0751-1
- Thorn Coyle. Evolutionary Witchcraft. Jeremy Tarcher, 2004. ISBN 1-58542-347-5
- Vivianne Crowley. The Magickal Life: A Wiccan Priestess Shares Her Secrets. Penguin Books, 2003. ISBN 0-14-219624-X
- Vivianne Crowley. Phoenix from the Flame. Pagan Spirituality in the Western World. Aquarian - Thorsons, Londra - San Francisco 1994
- Yasmine Galenorn. Embracing the Moon: Witch's Guide to Rituals, Spellwork and Shadow Work. Llewellyn Publications, 1998. ISBN 1-56718-304-2